# Міжнародна космічна станція
Міжнаро́дна космі́чна ста́нція (МКС; англ. International Space Station, ISS) — пілотована космічна станція на орбіті Землі, створена для наукових досліджень у космосі.
Будівництво розпочалось 1998 року і тривало у співробітництві аерокосмічних агентств Росії, США, Японії, Канади, Бразилії та Євросоюзу. Маса станції становить приблизно 450 т. МКС обертається навколо Землі на висоті приблизно 415 км, здійснюючи 15,77 оберту за добу, рухається з середньою швидкістю 27 700 км/год, її можна легко побачити неозброєним оком.
Спочатку планувалося, що станція пропрацює на орбіті до 2010 року, але вже у 2008-му називали інші дати — 2016 або 2020 рік. На початку 2015 року було повідомлено про плани роботи станції до 2024 року.
За угодою, кожному учаснику проєкту належать його сегменти на МКС. Російська Федерація володіє модулями «Звєзда» і «Пірс» (див. Російський сегмент МКС), Японія — модулем «Кібо», Європейське космічне агентство — модулем Columbus. Сонячні панелі, а також інші модулі належать НАСА (див. Американський сегмент МКС).
У понеділок, 16 травня 2016 року, станція здійснила 100 000-й оберт на орбіті навколо Землі.

## Мета
Відповідно до початкового Меморандуму про взаєморозуміння між НАСА і Роскосмосом, МКС мала бути лабораторією, обсерваторією і заводом у космосі. Було також заплановано забезпечити транспортування, технічне обслуговування і використання як проміжної бази для можливих майбутніх польотів на Місяць, Марс і астероїди. У 2010 році, згідно з Національною космічною політикою США, МКС було надано додаткову роль — виконання комерційних, дипломатичних та освітніх завдань.

### Наукові дослідження

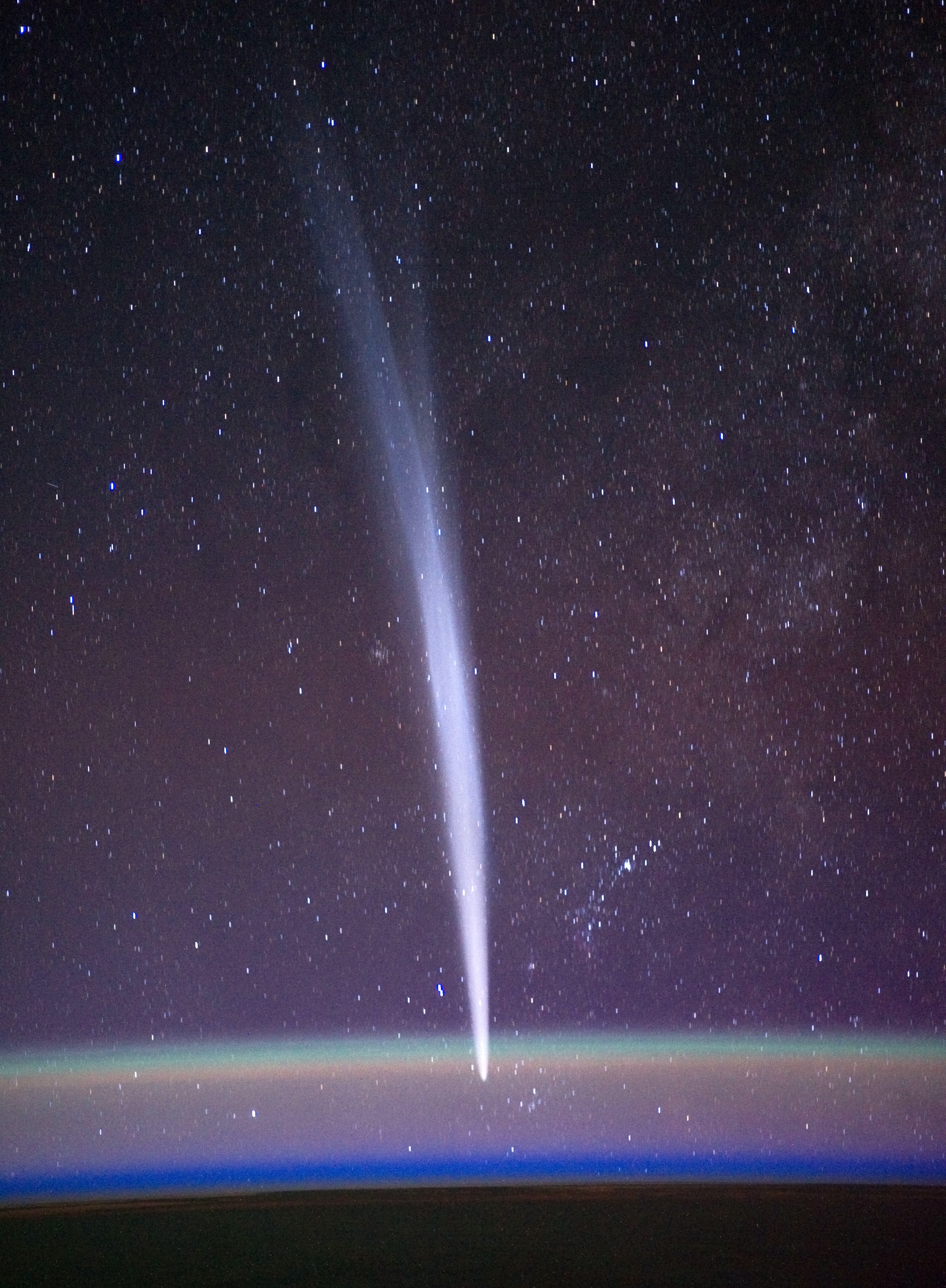
Comet Lovejoy (C/2013 R1) «Комета Лавджоя», сфотографована командиром 30-ї експедиції Деном Бурбанком

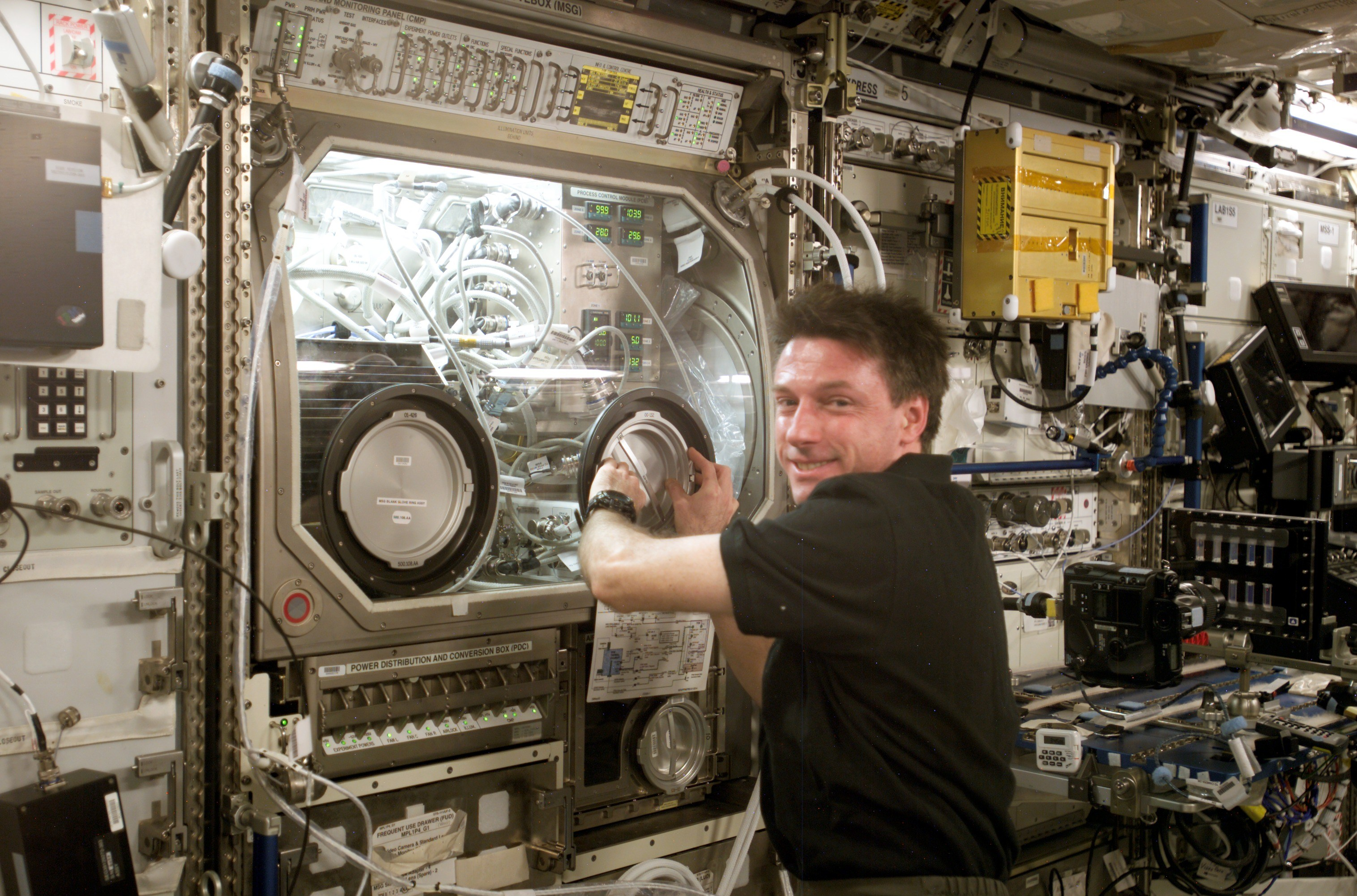
Командир і науковий співробітник 8-ї експедиції Майкл Фоул перевіряє Науковий мікрогравітаційний бокс

МКС є платформою для проведення наукових досліджень, які не можуть бути виконані в будь-якій іншій формі. Невеликий безпілотний космічний корабель може бути платформою для роботи в невагомості, космічні станції пропонують довгострокове середовище, у якому дослідження можуть бути виконані потенційно протягом багатьох десятиліть, у поєднанні з оперативним доступом дослідників впродовж періодів, які перевищують можливості пілотованих космічних кораблів.
Станція спрощує окремі експерименти, усуваючи необхідність в окремих ракетних запусках і наукових співробітниках. Досліджуються космічна біологія, астрономія, невагомість, космічна медицина та науки про життя, фізичні науки, матеріалознавство, вивчення космічної погоди, і погоди на Землі (метеорологія). Вчені на Землі мають доступ до даних екіпажу і можуть змінювати експерименти або запускати нові, що зазвичай неможливо у випадку використання безпілотних космічних апаратів. Екіпажі здійснюють експедиції тривалістю кілька місяців, забезпечуючи приблизно 160 людино-годин впродовж робочого тижня в екіпажі з 6 осіб.
Модуль «Кібо» призначений для прискорення поступу Японії в галузі науки і техніки, отримання нових знань і застосування їх у промисловості та медицині.
Для виявлення темної матерії та відповіді на інші фундаментальні питання щодо нашого Всесвіту, інженери й вчені з усього світу побудували «Магнітний Альфа-Спектрометр» (англ. Alpha Magnetic Spectrometer AMS), який НАСА порівнює з телескопом Габбла, і який неможливо розмістити на супутниковій платформі для вільного польоту почасти через вимоги до потужності і пропускної здатності даних. 3 квітня 2013 року вчені НАСА повідомили, що сліди темної матерії, можливо, були виявлені Альфа-магнітним спектрометром. На думку вчених, «Перші результати від космічного Альфа-магнітного спектрометра підтвердили незрозумілий надлишок високоенергетичних позитронів у навколоземних космічних променях».
Космічне середовище непридатне для життя. Незахищене перебування у космосі характеризується інтенсивним випромінюванням (що складається переважно з протонів й інших субатомних заряджених частинок з сонячного вітру, на додаток до космічних променів), високим вакуумом, екстремальними температурами, і мікрогравітацією. Деякі прості форми життя, екстремофіли, зокрема дрібні безхребетні тихоходи, можуть вижити в цьому середовищі у надзвичайно сухому стані.
Медичні дослідження покращують знання про наслідки тривалого космічного впливу на організм людини, зокрема м'язової атрофії, остеопорозу і зсуву рідини. Ці дані будуть використовувати для визначення можливості здійснення тривалого космічного польоту людини і колонізації космосу. У 2006 році дані про втрату кісткової маси і м'язової атрофії вказували на значний ризик переломів і проблем із пересуванням, якби космонавти висадилися на планеті після тривалого міжпланетного рейсу, наприклад, шестимісячного польоту, необхідного для подорожі на Марс.

#### Мікрогравітація

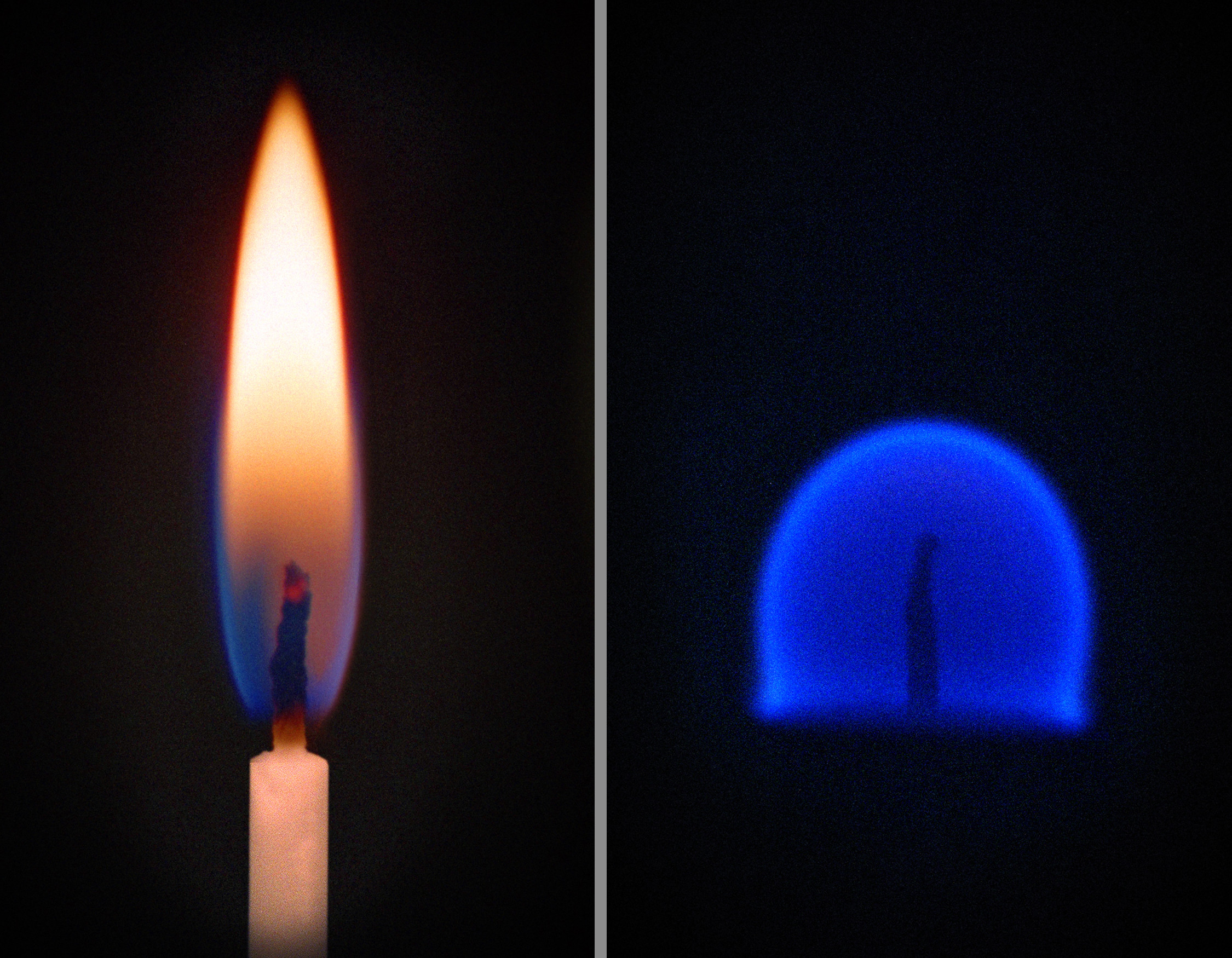
Порівняння горіння свічки на Землі (ліворуч) і в умовах мікрогравітації, як, наприклад, на МКС (праворуч)

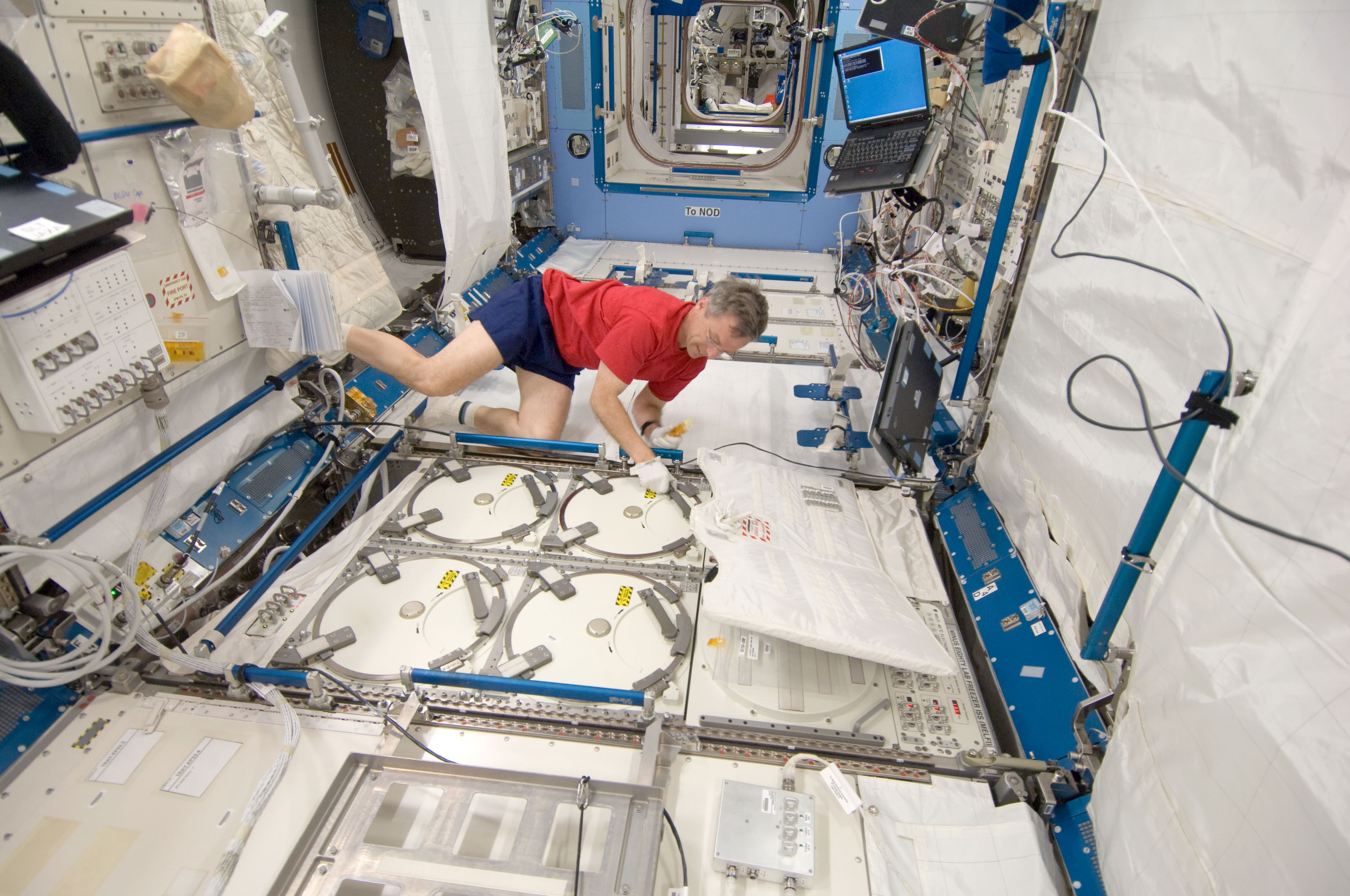
Роберт Терск у відсіку зберігання зразків

Гравітація Землі на висоті польоту МКС лише трохи слабша, ніж на поверхні. Однак об'єкти на орбіті перебувають у стані неперервного вільного падіння, унаслідок чого вони опиняються в невагомості. Сприйняття невагомості порушується п'ятьма окремими ефектами:
- Гальмуванням залишкової атмосфери; коли МКС входить у тінь Землі, основні сонячні панелі повертаються, щоб мінімізувати аеродинамічний опір для запобігання зниження орбіти.
- Вібрація від роботи механічних систем та екіпажу.
- Робота бортових гіроскопів системи управління стабілізацією.
- Вмикання ракетних двигунів для зміни стабілізації або висоти орбіти.
- Ефекти зміни гравітації, також знані як сила припливних ефектів. Не прикріплене до станції обладнання здійснює політ за дещо іншими орбітами. Перебуваючи механічно з'єднаними, ці елементи зазнають впливу малих сил, що утримують станцію під час руху як тверде тіло.

Дослідники вивчають вплив майже невагомості на станції на еволюцію, розвиток, ріст і внутрішні процеси рослин і тварин. НАСА хоче з'ясувати вплив мікрогравітації на зростання тривимірних, людиноподібних тканин, і незвичайних білкових кристалів, які можуть сформуватись у космосі.
Дослідження фізики рідин в умовах мікрогравітації дасть дослідникам змогу краще моделювати поведінку рідин. Оскільки рідини можуть бути майже повністю з'єднані в умовах мікрогравітації, фізики досліджують рідини, які не змішуються добре на Землі. Крім того, вивчення реакцій, які уповільнюються низькою гравітацією і температурами дасть вченим змогу краще зрозуміти надпровідність.
Матеріалознавство є важливою дослідницькою діяльністю на МКС, метою якої є отримання економічної вигоди за рахунок поліпшення методів, які використовують на Землі. Ефект низької гравітації середовища при згорянні має цінність через вивчення ефективності горіння і контролю викидів та забруднювальних речовин. Ці дані можуть поліпшити поточні знання про виробництво енергії і привести до економічних та екологічних вигод. Планами на майбутнє для дослідників на борту МКС є вивчення аерозолів, озону, водяної пари, оксидів у атмосфері Землі, а також космічних променів, космічного пилу, антиречовини і темної матерії у Всесвіті.

### База для майбутніх польотів на Марс

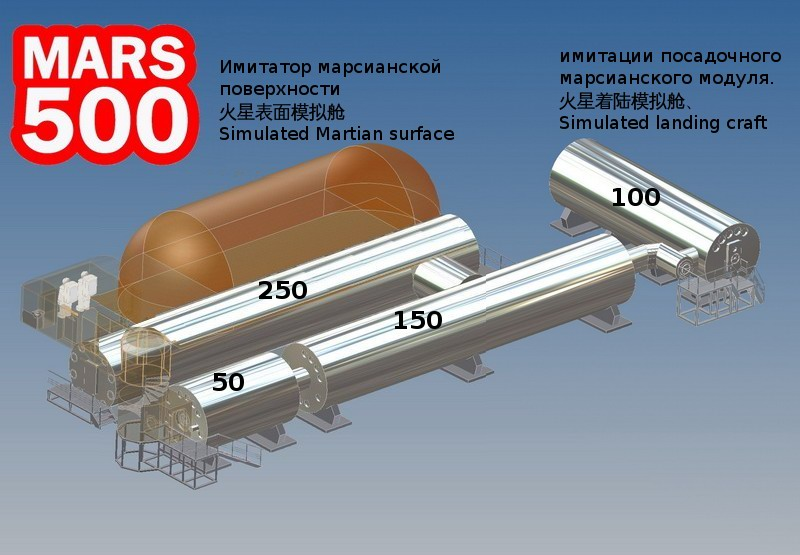
Тривимірний план російського комплексу «Марс-500», який використовують для наземних експериментів, які доповнюють підготовку на МКС для пілотованого польоту на Марс.

МКС перебуває у відносній безпеці на низькій навколоземній орбіті, придатній для перевірки систем космічних апаратів, що будуть необхідні для тривалих польотів на Місяць і Марс. Під час польоту станції можна отримати досвід з управління, технічного обслуговування, а також ремонту на орбіті, що забезпечить суттєві навички в обслуговуванні космічних апаратів далеко від Землі, знизить ризики при польотах і збільшить можливості міжпланетних кораблів. Базуючись на даних експерименту «Марс-500», ЄКА вважає, що
Хоча МКС має важливе значення для відповіді на питання можливого впливу невагомості, радіації та інших космічних факторів, такі аспекти, як вплив тривалої ізоляції та позбавлення волі доцільніше досліджувати завдяки моделюванню на Землі.
У 2011 році Сергій Краснов, керівник програм польоту людини в космос російського космічного агентства, Роскосмосу, запропонував здійснити на МКС «коротшу версію» «Марса-500». У 2009 році, зазначивши значення партнерства, Сергій Краснов написав:
Порівняно з партнерами, що діють окремо, партнери що використовують спільно можливості і ресурсів могли б мати набагато більше впевненості в успіху і безпеці освоєння космосу. МКС допомагає просувати навколоземні дослідження та реалізовувати перспективні програми вивчення і дослідження Сонячної системи, включаючи Місяць і Марс.
Пілотований політ на Марс, однак, може бути багатонаціональним зусиллям за участю космічних агентств і країн за межами поточного партнерства МКС. У 2010 році Генеральний директор ЄКА Жан-Жак Дорден заявив, що його відомство готове запропонувати іншим 4 партнерам запросити Китай, Індію і Південну Корею приєднатися до партнерства щодо МКС. Глава НАСА Чарлі Болден заявив у лютому 2011 року:
Будь-який політ на Марс, ймовірно, буде глобальним.
Станом на 2011 рік американське законодавство не дозволяло НАСА співпрацювати з Китаєм у космічних проєктах.

### Виходи у відкритий космос
Для виконання різноманітних робіт астронавти періодично здійснюють виходи у відкритий космос. Станом на грудень 2019 року члени МКС здійснили 224 виходи в космос загальною тривалістю 58 днів 15 годин та 43 хвилини.
1 листопада 2023 року, згідно з повідомленням НАСА, вперше в історії дослідження космічного простору, для проведення технічного обслуговування на зовнішній стороні МКС, у відкритий космос вийшли одразу дві астронавтки НАСА Лорал О'Хара та Джасмін Могбелі. Астронавтки виходили у відкритий космос для проведення заміни частин сонячної батареї, переналаштування кабелю Ethernet та заміни опорного підшипника, проте на висоті 415 км над Землею, втратили сумку з інструментами. Відомо, що вміст сумки коштував 100 тис. доларів США. Наразі сумка з інструментами обертається навколо Землі зі швидкістю 27 тис. км/год та на 5 хвилин випереджає МКС. Об'єкт отримав позначення космічних сил США 58229/1998-067WC у системі каталогізації штучних об'єктів на орбіті Землі.

### Можливості освіти
Екіпаж МКС надає можливості здійснювати експерименти, розроблені студентами на Землі, роблячи освітні демонстрації, що уможливлює участь студентів у кабінетній версії експериментів на МКС, і безпосередньо залучення студентів із використанням радіо-, відеозв'язку та електронної пошти. ЄКА пропонує широкий спектр безкоштовних навчальних матеріалів, які можна завантажити для використання в школах. Під час уроку студенти можуть переміщатися 3D моделлю інтер'єру та екстер'єру МКС, і вирішувати спонтанні проблеми в реальному часі.
Астронавти мають змогу ознайомлення школярів стосовно свого життя на МКС, як вони приймають їжу, напої, займаються спортом, прибирають і розважаються.
JAXA прагне «стимулювати зацікавленість дітей підбадьоренням їхнього настрою, а також заохоченням їхньої пристрасті наслідувати майстерність», а також «підвищити обізнаність дитини про важливість життя і своїх обов'язків у суспільстві». Через серію освітніх посібників вивчається глибше розуміння минулого і найближче майбутнє пілотованої космонавтики, так само як на Землі і в житті. У космічних експериментах JAXA «Насіння» досліджується вплив мутагенних ефектів космічного польоту на насіння рослин на борту МКС. Студенти пророщували насіння, які літали на МКС близько дев'яти місяців, як початковий «дотик до Всесвіту». На першому етапі використання модуля «Кібо», з 2008 по середину 2010 року, дослідники з понад десяти японських університетів провели експерименти в різних галузях.

### Атмосфера
На станції підтримується атмосфера, близька до земної. Нормальний атмосферний тиск на МКС — 101,3 кПа, такий же, як на рівні моря на Землі. Атмосфера на МКС не збігалася з атмосферою, яку підтримують у шатлах, тому після стикування космічного човна відбувалося вирівнювання тисків і складу газової суміші по обидва боки шлюзу. Приблизно з 1999 до 2004 року в НАСА існував і розроблявся проєкт IHM (Inflatable Habitation Module), у якому планувалося використання тиску атмосфери на станції для розгортання та створення робочого об'єму додаткового модуля. Корпус цього модуля передбачалося виготовити з кевларової тканини з внутрішньою герметичною оболонкою з газонепроникного синтетичного каучуку. Однак у 2005 році через невирішеність більшості проблем, поставлених у проєкті (зокрема, проблеми захисту від частинок космічного сміття), програму IHM було закрито.

### Засоби зв'язку
Передача телеметрії та обмін науковими даними між станцією та центрами управління польотом здійснюється за допомогою радіозв'язку. Крім того, засоби радіозв'язку використовують під час операцій зі зближення та стикування, їх застосовують для аудіо- та відеозв'язку між членами екіпажу та з фахівцями з управління польотом, що перебувають на Землі, а також рідними та близькими космонавтів. Таким чином, МКС обладнана внутрішніми та зовнішніми багатоцільовими комунікаційними системами.
В американському сегменті зв'язку в S-діапазоні (передача звуку) і Ku-діапазоні (передача звуку, відео, даних) застосовуються дві окремі системи, розташовані на ферменній конструкції Z1. Радіосигнали від цих систем передаються на американські геостаціонарні супутники TDRSS, що дає змогу підтримувати практично неперервний контакт із центром управління польотами в Х'юстоні. Дані з «Канадарм2», європейського модуля «Коламбус» та японського «Кібо» перенаправляються через ці дві системи зв'язку, проте американську систему передачі даних TDRSS згодом доповнять європейська супутникова система (EDRS) та аналогічна японська. Зв'язок між модулями здійснюється за внутрішньою цифровою бездротовою мережею.
Під час виходів у відкритий космос космонавти використовують УКХ -передавач дециметрового діапазону. УКВ-радіозв'язком також користуються під час стикування або розстиковування космічні апарати «Союз», «Прогрес», HTV, ATV та «Спейс Шаттл» (шатли застосовували також передавачі S- та Ku-діапазонів за допомогою TDRSS). З її допомогою ці космічні кораблі отримують команди від центрів управління польотом або членів екіпажу МКС. Автоматичні космічні апарати обладнані засобами зв'язку. Так, кораблі ATV використовують під час зближення та стикування спеціалізовану систему Proximity Communication Equipment (PCE), обладнання якої розташовується на ATV та на модулі «Зірка». Зв'язок здійснюється через два повністю незалежні радіоканали S-діапазону. PCE починає функціонувати, починаючи з відносних дальностей близько 30 кілометрів, та відключається після стикування ATV до МКС та переходу на взаємодію по бортовій шині MIL-STD-1553. Для точного визначення відносного положення ATV і МКС використовують систему встановлених на ATV лазерних далекомірів, що уможливлює точне зістикування зі станцією.
Станція обладнана приблизно сотнею портативних комп'ютерів ThinkPad від IBM і Lenovo, моделей A31 і T61P, що працюють під керуванням операційної системи Debian GNU/Linux. Це звичайні серійні комп'ютери, які були допрацьовані для застосування в умовах МКС; зокрема, у них перероблені роз'єми, система охолодження, враховано бортову напругу 28 В, яку використовують на станції, а також виконані вимоги безпеки для роботи в невагомості. Із січня 2010 року на станції для американського сегмента організовано прямий доступ до Інтернету. Комп'ютери на борту МКС з'єднані за допомогою Wi-Fi в бездротову мережу і пов'язані з Землею на швидкості 3 Мбіт/c (МКС-Земля) і 10 Мбіт/с (Земля-МКС), що можна порівняти з домашнім ADSL — підключенням.

### Санвузол для космонавтів
На МКС три санвузли: європейського, американського та російського виробництва. Вони розташовані на модулях «Звєзда» та «Транквілліті». Унітаз на ОС призначений як для чоловіків, так і для жінок, виглядає так само, як на Землі, але має низку конструктивних особливостей. Унітаз забезпечений фіксаторами для ніг та тримачами для стегон, у нього вмонтовані потужні повітряні насоси. Космонавт пристібається спеціальним пружинним кріпленням до сидіння унітаза, потім включає потужний вентилятор і відкриває отвір, що всмоктує, куди повітряний потік відносить всі відходи.
Повітря з туалетів перед потраплянням у житлові приміщення обов'язково фільтрується для очищення від бактерій та запаху.
У грудні 2020 року кораблем Cygnus CRS NG-14 на станцію доставлено та встановлено туалет американського виробництва — UWMS (Universal Waste Management System), який встановлений у модулі «Транквілліти». З прибуттям у 2021 році на станцію модуля «Наука» кількість туалетів було доведено до чотирьох.

### Режим роботи екіпажу
На МКС використовують середній час за Гринвічем (GMT). Через кожні 16 схід/захід закриваються ілюмінатори станції, щоб створити ілюзію нічного затемнення. Команда зазвичай прокидається о 7 годині ранку (UTC), і зазвичай працює близько 10 годин кожен будній день і близько п'яти годин — щосуботи. Під час візитів шатлів екіпаж МКС слідував Mission Elapsed Time (MET) — загальному польотному часу шатла, яке не було прив'язане до конкретного часового поясу, а вважалося виключно від часу старту космічного човна. Екіпаж МКС заздалегідь зрушував час свого сну перед прибуттям човника та повертався до колишнього режиму після його відбуття.

### Теплиця
З 10 серпня 2015 року в меню на МКС була офіційно включена свіжа зелень (салат латук), вирощена в умовах мікрогравітації на орбітальній плантації Veggie.
29 березня 2023 року на борту МКС було зібрано врожай помідорів Red Robin, вирощування яких було частиною експерименту у рамках тестової системи eXposed Root On-Orbit Test System (XROOTS).
30 листопада 2023 року на борту МКС, вперше в історії, астронавтка НАСА Кейт Рубінс зібрала свіжу редиску, яку було вирощено в космосі. Це відкрило нові можливості для виробництва харчових продуктів в умовах мікрогравітації для забезпечення майбутніх довгострокових місій на Місяць і Марс. Космічний редис вирощували на установці під назвою Advanced Plant Habitat (APH). НАСА опублікувало сповільнене знімання зростання редису всередині плантації APH протягом 27 днів.

## Історія

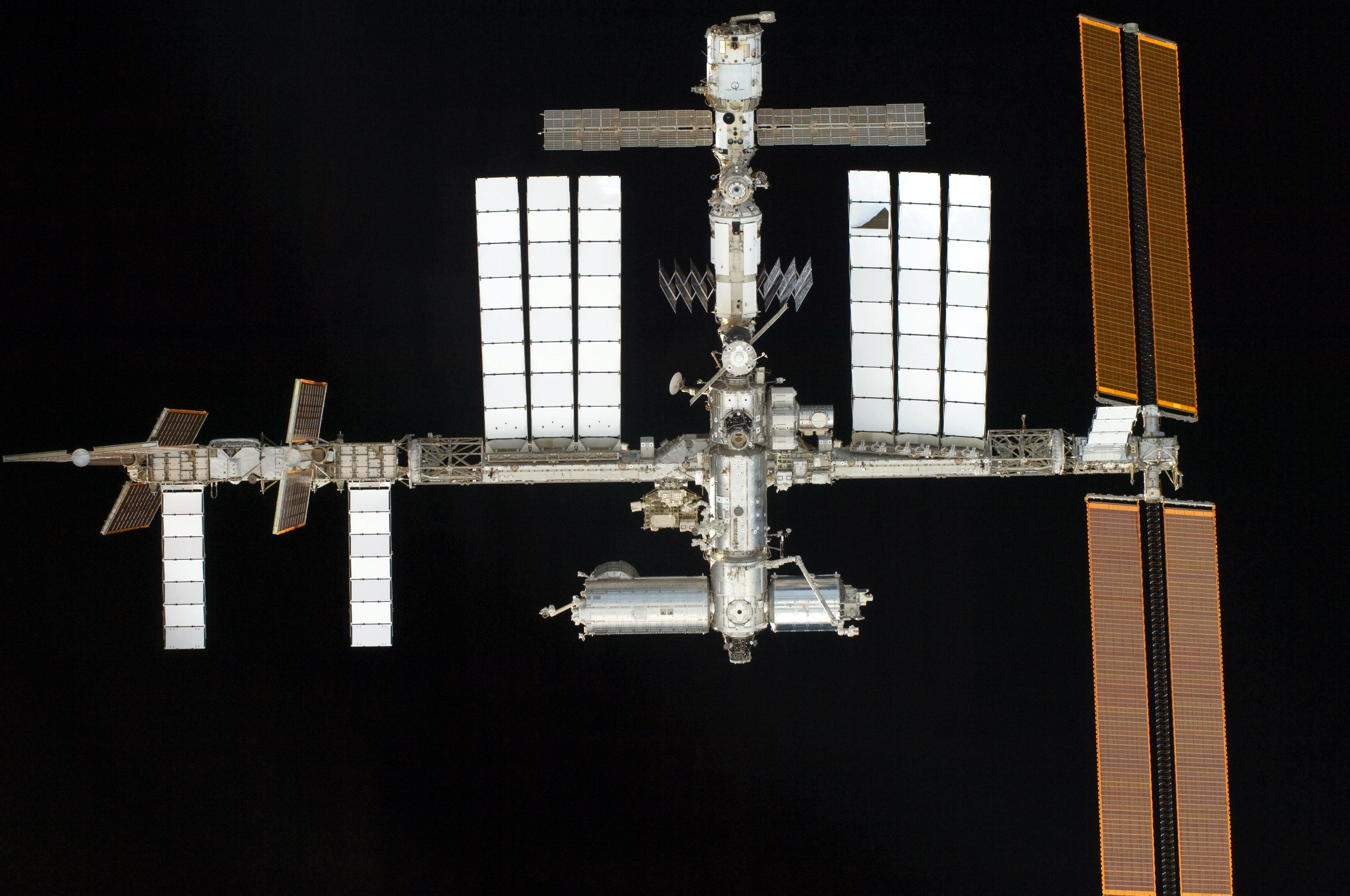
МКС у листопаді 2008 року

У квітні 1971 року була виведена на орбіту перша у світі космічна орбітальна станція «Салют-1». Довготривалі орбітальні станції були необхідні для наукових досліджень. Їхнє створення стало необхідним етапом із підготовки майбутніх польотів людини до інших планет. Упродовж виконання програми «Салют» з 1971 по 1986 рік СРСР мав можливість випробувати основні архітектурні елементи космічних станцій і згодом використовувати їх у проєкті нової довгострокової орбітальної станції — «Мир».
Розпад Радянського Союзу призвів до скорочення фінансування космічної програми, тому Російська Федерація самотужки не могла не лише побудувати нову орбітальну станцію, але й підтримувати працездатність станції «Мир». На той час в американців досвід створення орбітальних станцій практично був відсутній. У 1993 році віцепрезидент США Альберт Ґор і прем'єр-міністр Росії Віктор Черномирдін підписали угоду про космічне співробітництво «Мир — Шаттл». Американці погодилися фінансувати спорудження останніх двох модулів станції «Мир»: «Спектр» та «Природа». Крім того, США з 1994 по 1998 рік здійснили 11 польотів до «Миру». Також договір передбачав створення спільного проєкту — Міжнародної космічної станції (МКС). Крім Федерального космічного агентства Росії (Роскосмосу) та Національного аерокосмічного агентства США (НАСА), у проєкті взяли участь Японське агентство аерокосмічних досліджень (JAXA), Європейське космічне агентство (ESA, об'єднує 17 країн-учасниць), Канадське аерокосмічне агентство (CSA), а також космічне агентство Бразилії (AEB). Зацікавленість у проєкті МКС висловлювали Індія і Китай. 28 січня 1998 року у Вашингтоні було підписано остаточну угоду про початок будівництва МКС.
Збірка МКС почалася в листопаді 1998 року. Російські модулі було запущено і пристиковано автоматично, окрім модуля «Рассвєт» (Світанок). Усі інші модулі були доставлені човниками, вимагали установки екіпажами МКС шатла за допомогою мобільної системи обслуговування і виходів у відкритий космос; станом на 5 червня 2011 року, було додано 159 компонентів протягом понад 1000 годин ПКД. 127 з цих виходів у відкритий космос відбувались зі станції, а решта 32 — зі шлюзів пристикованих космічних човників. Бета-кут станції (відсотковий період впливу сонця на станцію і пристикованих апаратів) протягом усього часу будівництва мав зберігатись незмінним; шатли не могли оптимально працювати вище межі «бета відсічення».
У 2021 році в НАСА заявили, що продовжують роботу МКС до 2030 року, щоб продовжити дослідження на борту орбітальної лабораторії.

## Корекція висоти орбіти
Висота орбіти МКС постійно змінюється. За рахунок тертя о розріджену атмосферу відбувається поступове гальмування та втрата висоти. Атмосферний опір знижує висоту в середньому приблизно на 2 км на місяць.
Орбіта станції коригується за допомогою власних двигунів (до літа 2000 року — ФДБ «Зоря», після — СМ «Зірка») і двигунів транспортних кораблів, що приходять, які також проводять дозаправку палива. Свого часу обмежувалися компенсацією зниження. Останнім часом висота орбіти невпинно зростає.
Щоб знизити до мінімуму вплив атмосфери, станцію треба було підняти до 390—400 км. Однак для збільшення загального корисного навантаження американських шатлів  її доводилося утримувати нижче, коригуючи лише кілька разів на рік.
Якщо раніше в середньому для утримання МКС на орбіті 350 км на рік потрібно 8600 кг палива, то підвищенням її до 400 км потрібно лише 3600 кг. Так, наприклад, лише три вантажні кораблі ATV — «Жюль Верн» (2008), «Йоганн Кеплер» (2011) та «Едоардо Амальді» (2012) — разом виконали 25 маневрів, щоб забезпечити збільшення швидкості 67 м/с при витраті 8400 кг палива. Витрата палива для управління орієнтацією при цьому додатково склала 1926 кг. Збільшення маси МКС на 40 % у період збирання з 2008 по 2011 рік також призвело до збільшення витрат палива для корекції.
У зв'язку із закінченням програми польоту шатлів обмеження висоти було знято. Підвищення орбіти дало змогу суттєво заощадити на доставці палива і тим самим збільшити кількість харчових продуктів, води та інших корисних вантажів транспортних кораблів.

## Дослідження

### Російські дослідження
У 1995 році серед російських наукових та освітніх установ, промислових організацій було оголошено конкурс на проведення наукових досліджень на російському сегменті МКС. За одинадцятьма основними напрямками досліджень було отримано 406 заявок від вісімдесяти організацій. Після оцінки фахівцями РКК «Енергія» технічної реалізованості цих заявок у 1999 році було прийнято «Довгострокову програму науково-прикладних досліджень та експериментів, що плануються на російському сегменті МКС». Програму затвердили президент РАН Ю. С. Осипов та генеральний директор Російського авіаційно-космічного агентства (нині ФКА) Ю. Н. Коптєв. Перші дослідження на російському сегменті МКС було розпочато першою пілотованою експедицією у 2000 році.
Згідно з початковим проєктом МКС, передбачалося виведення двох великих російських дослідницьких модулів (ІМ). Електроенергію, необхідну для проведення наукових експериментів, мала надавати Науково-енергетична платформа (НЕП). Однак через недофінансування та затримки при будівництві МКС усі ці плани були скасовані на користь будівництва єдиного наукового модуля, який не вимагав великих витрат та додаткової орбітальної інфраструктури. Значна частина досліджень, які проводяться Росією на МКС, є контрактною або спільною із закордонними партнерами.
Нині на МКС проводяться різні медичні, біологічні, фізичні дослідження.

### Американські дослідження
США проводять широку програму досліджень МКС. Багато з цих експериментів є продовженням досліджень, що проводилися ще в польотах шатлів з модулями «Спейслеб» і в спільній із Росією програмі «Мир — Шаттл». Як приклад можна навести вивчення патогенності одного із збудників герпесу, вірусу Епштейна — Барр. За даними статистики, 90 % дорослого населення є носіями латентної форми цього вірусу. В умовах космічного польоту відбувається ослаблення роботи імунної системи, вірус може активізуватися та стати причиною захворювання члена екіпажу. Експерименти з вивчення вірусу було розпочато в польоті шатла STS-108.
У червні 2023 року, згідно з повідомленням НАСА, астронавти на борту МКС відновили 98 % питної води за допомогою переробки власних сечі та поту. Раніше цей рівень досягав 94 %. Завдяки цьому можна буде проводити триваліші космічні місії.

### Європейські дослідження
На європейському науковому модулі «Коламбус» передбачено 10 уніфікованих стояків для розміщення корисного навантаження (ISPR). Частину з них, за згодою, використовуватимуть в експериментах НАСА. Для потреб ЄКА у стійках встановлено наступне наукове обладнання: лабораторія Biolab для проведення біологічних експериментів, лабораторія Fluid Science Laboratory для досліджень у галузі фізики рідини, установка для експериментів з фізіології European Physiology Modules, а також універсальна стійка European Drawer Rack, що містить обладнання для кристалізації білків (PCDF).
Під час польоту STS-122 були встановлені і зовнішні експериментальні установки для модуля «Коламбус»: виносна платформа для технологічних експериментів EuTEF та сонячна обсерваторія SOLAR. Заплановано додати зовнішню лабораторію з перевірки ОТО та теорії струн Atomic Clock Ensemble in Space.

### Японські дослідження
До програми досліджень, що проводяться на експериментальному модулі «Кібо», входить вивчення процесів глобального потепління на Землі, озонового шару та опустелювання поверхні, проведення астрономічних досліджень у рентгенівському діапазоні.
Заплановані експерименти зі створення великих та ідентичних білкових кристалів, які покликані допомогти зрозуміти механізми хвороб та розробити нові методи лікування. Крім цього, вивчатиметься дія мікрогравітації та радіації на рослини, тварин і людей, а також будуть проводитися досліди з робототехніки, у галузі комунікацій та енергетики.
У квітні 2009 року японський астронавт Коіті Ваката на МКС провів серію експериментів, які були відібрані з-поміж запропонованих простими громадянами.
У 2023 році Японія планувала запустити в космос штучний супутник Землі, який виготовлений із дерева. Головна перевага такого супутника — екологічна. Після випрацювання терміну експлуатації він повинен повністю згорати в атмосфері і не додавати на орбіті космічного сміття. Тобто супутник із дерева — це «еко-супутник». Під час підготовки запуску реального штучного супутника Землі з деревини вчені Японії завершили випробування матеріалів, найкращим із яких виявилася деревина магнолії. У ході експерименту, у 2022 році, протягом 290 днів, різні шматки тестової деревини перебували поза межами експериментального модуля «Кібо» на МКС і саме магнолія виявилася відносно гнучкою, яка здатна забезпечити достатню опорну міцність. Модуль зі зразками деревини повернувся на Землю під час місії поповнення запасів CRS-26 у січні 2023 року. Саме з цієї породи деревини буде побудований корпус для LignoSat під час його запуску в рамках спільної місії НАСА/JAXA у 2024 році.

## Конструкція

Конфігурація МКС у 2021 році

МКС — станція третього покоління з модульною структурою, модулі можна додавати або вилучати під час польоту, що додає гнучкості структурі. Різні сегменти створені зусиллями країн-учасниць проєкту і мають свою певну функцію: дослідницьку, житлову або складську. Деякі з модулів, наприклад, американські модулі серії Unity, є перемичками або використовуються для стикування з транспортними кораблями. МКС складається з 14 основних модулів загальним обсягом 1000 кубометрів, на борту станції може постійно перебувати екіпаж із 6 або 7 осіб.
Маса МКС після завершення її будівництва, згідно з планами, становитиме понад 400 тонн. За габаритами станція приблизно дорівнює футбольному полю. На зоряному небі її можна спостерігати неозброєним оком — іноді станція є найяскравішим небесним тілом після Сонця і Місяця.
МКС обертається навколо Землі на висоті близько 340 кілометрів, здійснюючи навколо неї 16 обертів на добу. На борту станції здійснюються наукові експерименти за такими напрямками:
- Дослідження нових медичних методів терапії і діагностики та засобів життєзабезпечення в умовах невагомості;
- Дослідження в галузі біології, функціонування живих організмів у космічному просторі під впливом сонячної радіації;
- Вивчення земної атмосфери, космічних променів, космічного пилу і темної матерії;
- Дослідження властивостей матерії, зокрема надпровідності.

Перший модуль станції — російська «Заря» (масою 19 323 кілограми) — був виведений на орбіту ракетою-носієм «Протон-К» 20 листопада 1998 року. Модуль використовували на початковому етапі будівництва станції як джерело електроенергії, а також для керування орієнтацією в просторі і для підтримки температурного режиму. Згодом ці функції передали іншим модулям, а «Заря» почали використовувати як склад. З 2012 року на ньому розташований один кран-маніпулятор «стріла».
Модуль «Звєзда» є головним житловим модулем станції, на його борту перебувають системи життєзабезпечення та управління станцією. До нього пристиковуються російські транспортні кораблі «Союз» і вантажні кораблі «Прогрес». Модуль з запізненням на два роки був виведений на орбіту ракетою-носієм «Протон-К» 12 липня 2000 року і зістикований 26 липня з «Зарею» і раніше виведеним на орбіту американським стикувальним модулем Unity-1.
Стикувальний модуль «Пірс» (3480 кг) був запущений на орбіту у вересні 2001 року, він призначений для стикування кораблів «Союз» і «Прогрес», а також для виходу у відкритий космос. Модуль «Пірс» було від'єднано від станції та зведено з орбіти 26 липня 2021 року. Він став першим модулем МКС, від'єднаним від станції.
Лабораторні модулі — США — «Дестині», ЄКА «Колумбус» і Японії «Кібо». Вони і основними вузловими сегментами «Гармоні», «Квест» і «Юніті» були виведені на орбіту шатлами.
У березні 2016 року до МКС було доставлено експериментальний надувний житловий модуль BEAM. Протягом двох років перебування модуля у складі МКС, всередині BEAM космонавти будуть здійснювати регулярні заміри різноманітних показників і параметрів. Ці дані допоможуть надалі при проєктуванні і конструюванні майбутніх надувних модулів.
У липні 2021 року до МКС пристикувався російський багатоцільовий лабораторний модуль «Наука». Він став четвертим науковим модулем на станції
26 листопада 2021 року до модуля «Наука» пристикувався універсальний вузловий модуль Причал. Він має порти для прийому пілотованих кораблів Союз МС і вантажних «Прогрес МС». Один із стикувальних вузлів може трансформуватися.
|  |  |                         |                         |                         |                         |                         |                         |                              |                              |                                    |                                    |                                    |                                    |                                    |                                    |                              |                              |                                         |                                         |                                         |                                         |                                         |                                         |                      |                      |                                         |                                         |                                         |                                         |                                         |                                         |                         |                         |                         |                         |                              |                              |                              |                              |                              |                              |                              |                              |                         |                         |                         |                         |                         |                         |                         |                         |             |             |                         |                         |                         |                         |                         |                         |            |            |            |            |  |  |
|  |  |                         |                         |                         |                         |                         |                         |                              |                              |                                    |                                    |                                    |                                    |                                    |                                    |                              |                              |                                         |                                         |                                         |                                         | Російський стикувальний порт            |                                         |                      |                      |                                         |                                         |                                         |                                         |                                         |                                         |                         |                         |                         |                         |                              |                              |                              |                              |                              |                              |                              |                              |                         |                         |                         |                         |                         |                         |                         |                         |             |             |                         |                         |                         |                         |                         |                         |            |            |            |            |  |  |
|  |  |                         |                         |                         |                         |                         |                         |                              |                              |                                    |                                    |                                    |                                    | Панель сонячних батарей            | Панель сонячних батарей            | Панель сонячних батарей      | Панель сонячних батарей      | Панель сонячних батарей                 | Панель сонячних батарей                 |                                         |                                         | Звєзда                                  | Звєзда                                  | Звєзда               | Звєзда               | Звєзда                                  | Звєзда                                  |                                         |                                         | Панель сонячних батарей                 | Панель сонячних батарей                 | Панель сонячних батарей | Панель сонячних батарей | Панель сонячних батарей | Панель сонячних батарей |                              |                              |                              |                              |                              |                              |                              |                              |                         |                         |                         |                         |                         |                         |                         |                         |             |             |                         |                         |                         |                         |                         |                         |            |            |            |            |  |  |
|  |  |                         |                         |                         |                         |                         |                         |                              |                              |                                    |                                    |                                    |                                    | Панель сонячних батарей            | Панель сонячних батарей            | Панель сонячних батарей      | Панель сонячних батарей      | Панель сонячних батарей                 | Панель сонячних батарей                 |                                         |                                         | Звєзда                                  | Звєзда                                  | Звєзда               | Звєзда               | Звєзда                                  | Звєзда                                  |                                         |                                         | Панель сонячних батарей                 | Панель сонячних батарей                 | Панель сонячних батарей | Панель сонячних батарей | Панель сонячних батарей | Панель сонячних батарей |                              |                              |                              |                              |                              |                              |                              |                              |                         |                         |                         |                         |                         |                         |                         |                         |             |             |                         |                         |                         |                         |                         |                         |            |            |            |            |  |  |
|  |  |                         |                         |                         |                         |                         |                         |                              |                              |                                    |                                    |                                    |                                    |                                    |                                    |                              |                              |                                         |                                         |                                         |                                         |                                         |                                         |                      |                      |                                         |                                         |                                         |                                         |                                         |                                         |                         |                         |                         |                         |                              |                              |                              |                              |                              |                              |                              |                              |                         |                         |                         |                         |                         |                         |                         |                         |             |             |                         |                         |                         |                         |                         |                         |            |            |            |            |  |  |
|  |  |                         |                         |                         |                         |                         |                         | Російський стикувальний порт | Російський стикувальний порт | Російський стикувальний порт       | Російський стикувальний порт       | Російський стикувальний порт       | Російський стикувальний порт       | Шлюзова камера Поіск (МДМ-2)       | Шлюзова камера Поіск (МДМ-2)       | Шлюзова камера Поіск (МДМ-2) | Шлюзова камера Поіск (МДМ-2) | Шлюзова камера Поіск (МДМ-2)            | Шлюзова камера Поіск (МДМ-2)            |                                         |                                         |                                         |                                         |                      |                      |                                         |                                         |                                         |                                         | Шлюзова камера Пірс                     | Шлюзова камера Пірс                     | Шлюзова камера Пірс     | Шлюзова камера Пірс     | Шлюзова камера Пірс     | Шлюзова камера Пірс     | Російський стикувальний порт | Російський стикувальний порт | Російський стикувальний порт | Російський стикувальний порт | Російський стикувальний порт | Російський стикувальний порт |                              |                              |                         |                         |                         |                         |                         |                         |                         |                         |             |             |                         |                         |                         |                         |                         |                         |            |            |            |            |  |  |
|  |  |                         |                         |                         |                         |                         |                         | Російський стикувальний порт | Російський стикувальний порт | Російський стикувальний порт       | Російський стикувальний порт       | Російський стикувальний порт       | Російський стикувальний порт       | Шлюзова камера Поіск (МДМ-2)       | Шлюзова камера Поіск (МДМ-2)       | Шлюзова камера Поіск (МДМ-2) | Шлюзова камера Поіск (МДМ-2) | Шлюзова камера Поіск (МДМ-2)            | Шлюзова камера Поіск (МДМ-2)            |                                         |                                         |                                         |                                         |                      |                      |                                         |                                         |                                         |                                         | Шлюзова камера Пірс                     | Шлюзова камера Пірс                     | Шлюзова камера Пірс     | Шлюзова камера Пірс     | Шлюзова камера Пірс     | Шлюзова камера Пірс     | Російський стикувальний порт | Російський стикувальний порт | Російський стикувальний порт | Російський стикувальний порт | Російський стикувальний порт | Російський стикувальний порт |                              |                              |                         |                         |                         |                         |                         |                         |                         |                         |             |             |                         |                         |                         |                         |                         |                         |            |            |            |            |  |  |
|  |  |                         |                         |                         |                         |                         |                         |                              |                              |                                    |                                    |                                    |                                    |                                    |                                    |                              |                              |                                         |                                         |                                         |                                         |                                         |                                         |                      |                      |                                         |                                         |                                         |                                         |                                         |                                         |                         |                         |                         |                         |                              |                              |                              |                              |                              |                              |                              |                              |                         |                         |                         |                         |                         |                         |                         |                         |             |             |                         |                         |                         |                         |                         |                         |            |            |            |            |  |  |
|  |  |                         |                         |                         |                         |                         |                         |                              |                              |                                    |                                    |                                    |                                    |                                    |                                    |                              |                              |                                         |                                         |                                         |                                         |                                         |                                         |                      |                      |                                         |                                         |                                         |                                         | Наука лаб замінює Пірс                  | Наука лаб замінює Пірс                  | Наука лаб замінює Пірс  | Наука лаб замінює Пірс  | Наука лаб замінює Пірс  | Наука лаб замінює Пірс  |                              |                              | Європейський маніпулятор ERA | Європейський маніпулятор ERA | Європейський маніпулятор ERA | Європейський маніпулятор ERA | Європейський маніпулятор ERA | Європейський маніпулятор ERA |                         |                         |                         |                         |                         |                         |                         |                         |             |             |                         |                         |                         |                         |                         |                         |            |            |            |            |  |  |
|  |  |                         |                         |                         |                         |                         |                         |                              |                              |                                    |                                    |                                    |                                    |                                    |                                    |                              |                              |                                         |                                         |                                         |                                         |                                         |                                         |                      |                      |                                         |                                         |                                         |                                         | Наука лаб замінює Пірс                  | Наука лаб замінює Пірс                  | Наука лаб замінює Пірс  | Наука лаб замінює Пірс  | Наука лаб замінює Пірс  | Наука лаб замінює Пірс  |                              |                              | Європейський маніпулятор ERA | Європейський маніпулятор ERA | Європейський маніпулятор ERA | Європейський маніпулятор ERA | Європейський маніпулятор ERA | Європейський маніпулятор ERA |                         |                         |                         |                         |                         |                         |                         |                         |             |             |                         |                         |                         |                         |                         |                         |            |            |            |            |  |  |
|  |  |                         |                         |                         |                         |                         |                         |                              |                              |                                    |                                    |                                    |                                    |                                    |                                    |                              |                              |                                         |                                         |                                         |                                         |                                         |                                         |                      |                      |                                         |                                         |                                         |                                         |                                         |                                         |                         |                         |                         |                         |                              |                              |                              |                              |                              |                              |                              |                              |                         |                         |                         |                         |                         |                         |                         |                         |             |             |                         |                         |                         |                         |                         |                         |            |            |            |            |  |  |
|  |  |                         |                         |                         |                         |                         |                         |                              |                              |                                    |                                    |                                    |                                    | Панель сонячних батарей            | Панель сонячних батарей            | Панель сонячних батарей      | Панель сонячних батарей      | Панель сонячних батарей                 | Панель сонячних батарей                 |                                         |                                         | Зоря (перший модуль)                    | Зоря (перший модуль)                    | Зоря (перший модуль) | Зоря (перший модуль) | Зоря (перший модуль)                    | Зоря (перший модуль)                    |                                         |                                         | Панель сонячних батарей                 | Панель сонячних батарей                 | Панель сонячних батарей | Панель сонячних батарей | Панель сонячних батарей | Панель сонячних батарей |                              |                              |                              |                              |                              |                              |                              |                              |                         |                         |                         |                         |                         |                         |                         |                         |             |             |                         |                         |                         |                         |                         |                         |            |            |            |            |  |  |
|  |  |                         |                         |                         |                         |                         |                         |                              |                              |                                    |                                    |                                    |                                    | Панель сонячних батарей            | Панель сонячних батарей            | Панель сонячних батарей      | Панель сонячних батарей      | Панель сонячних батарей                 | Панель сонячних батарей                 |                                         |                                         | Зоря (перший модуль)                    | Зоря (перший модуль)                    | Зоря (перший модуль) | Зоря (перший модуль) | Зоря (перший модуль)                    | Зоря (перший модуль)                    |                                         |                                         | Панель сонячних батарей                 | Панель сонячних батарей                 | Панель сонячних батарей | Панель сонячних батарей | Панель сонячних батарей | Панель сонячних батарей |                              |                              |                              |                              |                              |                              |                              |                              |                         |                         |                         |                         |                         |                         |                         |                         |             |             |                         |                         |                         |                         |                         |                         |            |            |            |            |  |  |
|  |  |                         |                         |                         |                         |                         |                         |                              |                              |                                    |                                    |                                    |                                    |                                    |                                    |                              |                              |                                         |                                         |                                         |                                         |                                         |                                         |                      |                      |                                         |                                         |                                         |                                         |                                         |                                         |                         |                         |                         |                         |                              |                              |                              |                              |                              |                              |                              |                              |                         |                         |                         |                         |                         |                         |                         |                         |             |             |                         |                         |                         |                         |                         |                         |            |            |            |            |  |  |
|  |  |                         |                         |                         |                         |                         |                         |                              |                              |                                    |                                    |                                    |                                    | Вантажний відсік «Леонардо»        | Вантажний відсік «Леонардо»        | Вантажний відсік «Леонардо»  | Вантажний відсік «Леонардо»  | Вантажний відсік «Леонардо»             | Вантажний відсік «Леонардо»             |                                         |                                         |                                         |                                         |                      |                      |                                         |                                         |                                         |                                         | Рассвєт (МДМ-1)                         | Рассвєт (МДМ-1)                         | Рассвєт (МДМ-1)         | Рассвєт (МДМ-1)         | Рассвєт (МДМ-1)         | Рассвєт (МДМ-1)         | Російський стикувальний порт | Російський стикувальний порт | Російський стикувальний порт | Російський стикувальний порт | Російський стикувальний порт | Російський стикувальний порт |                              |                              |                         |                         |                         |                         |                         |                         |                         |                         |             |             |                         |                         |                         |                         |                         |                         |            |            |            |            |  |  |
|  |  |                         |                         |                         |                         |                         |                         |                              |                              |                                    |                                    |                                    |                                    | Вантажний відсік «Леонардо»        | Вантажний відсік «Леонардо»        | Вантажний відсік «Леонардо»  | Вантажний відсік «Леонардо»  | Вантажний відсік «Леонардо»             | Вантажний відсік «Леонардо»             |                                         |                                         |                                         |                                         |                      |                      |                                         |                                         |                                         |                                         | Рассвєт (МДМ-1)                         | Рассвєт (МДМ-1)                         | Рассвєт (МДМ-1)         | Рассвєт (МДМ-1)         | Рассвєт (МДМ-1)         | Рассвєт (МДМ-1)         | Російський стикувальний порт | Російський стикувальний порт | Російський стикувальний порт | Російський стикувальний порт | Російський стикувальний порт | Російський стикувальний порт |                              |                              |                         |                         |                         |                         |                         |                         |                         |                         |             |             |                         |                         |                         |                         |                         |                         |            |            |            |            |  |  |
|  |  |                         |                         |                         |                         |                         |                         |                              |                              |                                    |                                    |                                    |                                    |                                    |                                    |                              |                              |                                         |                                         |                                         |                                         | Стикувальний порт PMA 1                 |                                         |                      |                      |                                         |                                         |                                         |                                         |                                         |                                         |                         |                         |                         |                         |                              |                              |                              |                              |                              |                              |                              |                              |                         |                         |                         |                         |                         |                         |                         |                         |             |             |                         |                         |                         |                         |                         |                         |            |            |            |            |  |  |
|  |  |                         |                         |                         |                         |                         |                         |                              |                              |                                    |                                    |                                    |                                    | Шлюзова камера Квест               | Шлюзова камера Квест               | Шлюзова камера Квест         | Шлюзова камера Квест         | Шлюзова камера Квест                    | Шлюзова камера Квест                    |                                         |                                         | вузол 1 Юніті                           | вузол 1 Юніті                           | вузол 1 Юніті        | вузол 1 Юніті        | вузол 1 Юніті                           | вузол 1 Юніті                           |                                         |                                         | Вузол 3 Транквіліті                     | Вузол 3 Транквіліті                     | Вузол 3 Транквіліті     | Вузол 3 Транквіліті     | Вузол 3 Транквіліті     | Вузол 3 Транквіліті     | Стикувальний порт PMA 3      | Стикувальний порт PMA 3      | Стикувальний порт PMA 3      | Стикувальний порт PMA 3      | Стикувальний порт PMA 3      | Стикувальний порт PMA 3      |                              |                              |                         |                         |                         |                         |                         |                         |                         |                         |             |             |                         |                         |                         |                         |                         |                         |            |            |            |            |  |  |
|  |  |                         |                         |                         |                         |                         |                         |                              |                              |                                    |                                    |                                    |                                    | Шлюзова камера Квест               | Шлюзова камера Квест               | Шлюзова камера Квест         | Шлюзова камера Квест         | Шлюзова камера Квест                    | Шлюзова камера Квест                    |                                         |                                         | вузол 1 Юніті                           | вузол 1 Юніті                           | вузол 1 Юніті        | вузол 1 Юніті        | вузол 1 Юніті                           | вузол 1 Юніті                           |                                         |                                         | Вузол 3 Транквіліті                     | Вузол 3 Транквіліті                     | Вузол 3 Транквіліті     | Вузол 3 Транквіліті     | Вузол 3 Транквіліті     | Вузол 3 Транквіліті     | Стикувальний порт PMA 3      | Стикувальний порт PMA 3      | Стикувальний порт PMA 3      | Стикувальний порт PMA 3      | Стикувальний порт PMA 3      | Стикувальний порт PMA 3      |                              |                              |                         |                         |                         |                         |                         |                         |                         |                         |             |             |                         |                         |                         |                         |                         |                         |            |            |            |            |  |  |
|  |  |                         |                         |                         |                         |                         |                         |                              |                              |                                    |                                    |                                    |                                    | ESP-2                              | ESP-2                              | ESP-2                        | ESP-2                        | ESP-2                                   | ESP-2                                   |                                         |                                         |                                         |                                         |                      |                      |                                         |                                         |                                         |                                         | Купола                                  | Купола                                  | Купола                  | Купола                  | Купола                  | Купола                  |                              |                              |                              |                              |                              |                              |                              |                              |                         |                         |                         |                         |                         |                         |                         |                         |             |             |                         |                         |                         |                         |                         |                         |            |            |            |            |  |  |
|  |  |                         |                         |                         |                         |                         |                         |                              |                              |                                    |                                    |                                    |                                    | ESP-2                              | ESP-2                              | ESP-2                        | ESP-2                        | ESP-2                                   | ESP-2                                   |                                         |                                         |                                         |                                         |                      |                      |                                         |                                         |                                         |                                         | Купола                                  | Купола                                  | Купола                  | Купола                  | Купола                  | Купола                  |                              |                              |                              |                              |                              |                              |                              |                              |                         |                         |                         |                         |                         |                         |                         |                         |             |             |                         |                         |                         |                         |                         |                         |            |            |            |            |  |  |
|  |  | Панель сонячних батарей | Панель сонячних батарей | Панель сонячних батарей | Панель сонячних батарей | Панель сонячних батарей | Панель сонячних батарей |                              |                              | Панель сонячних батарей            | Панель сонячних батарей            | Панель сонячних батарей            | Панель сонячних батарей            | Панель сонячних батарей            | Панель сонячних батарей            |                              |                              | Радіатор                                | Радіатор                                | Радіатор                                | Радіатор                                | Радіатор                                | Радіатор                                |                      |                      | Радіатор                                | Радіатор                                | Радіатор                                | Радіатор                                | Радіатор                                | Радіатор                                |                         |                         | Панель сонячних батарей | Панель сонячних батарей | Панель сонячних батарей      | Панель сонячних батарей      | Панель сонячних батарей      | Панель сонячних батарей      |                              |                              | Панель сонячних батарей      | Панель сонячних батарей      | Панель сонячних батарей | Панель сонячних батарей | Панель сонячних батарей | Панель сонячних батарей |                         |                         |                         |                         |             |             |                         |                         |                         |                         |                         |                         |            |            |            |            |  |  |
|  |  | Панель сонячних батарей | Панель сонячних батарей | Панель сонячних батарей | Панель сонячних батарей | Панель сонячних батарей | Панель сонячних батарей |                              |                              | Панель сонячних батарей            | Панель сонячних батарей            | Панель сонячних батарей            | Панель сонячних батарей            | Панель сонячних батарей            | Панель сонячних батарей            |                              |                              | Радіатор                                | Радіатор                                | Радіатор                                | Радіатор                                | Радіатор                                | Радіатор                                |                      |                      | Радіатор                                | Радіатор                                | Радіатор                                | Радіатор                                | Радіатор                                | Радіатор                                |                         |                         | Панель сонячних батарей | Панель сонячних батарей | Панель сонячних батарей      | Панель сонячних батарей      | Панель сонячних батарей      | Панель сонячних батарей      |                              |                              | Панель сонячних батарей      | Панель сонячних батарей      | Панель сонячних батарей | Панель сонячних батарей | Панель сонячних батарей | Панель сонячних батарей |                         |                         |                         |                         |             |             |                         |                         |                         |                         |                         |                         |            |            |            |            |  |  |
|  |  |                         |                         |                         |                         |                         |                         |                              |                              |                                    |                                    |                                    |                                    |                                    |                                    |                              |                              |                                         |                                         |                                         |                                         |                                         |                                         |                      |                      |                                         |                                         |                                         |                                         |                                         |                                         |                         |                         |                         |                         |                              |                              |                              |                              |                              |                              |                              |                              |                         |                         |                         |                         |                         |                         |                         |                         |             |             |                         |                         |                         |                         |                         |                         |            |            |            |            |  |  |
|  |  |                         |                         |                         |                         |                         |                         |                              |                              | ELC 2, Магнітний Альфа-Спектрометр | ELC 2, Магнітний Альфа-Спектрометр | ELC 2, Магнітний Альфа-Спектрометр | ELC 2, Магнітний Альфа-Спектрометр | ELC 2, Магнітний Альфа-Спектрометр | ELC 2, Магнітний Альфа-Спектрометр |                              |                              |                                         |                                         |                                         |                                         | Ферма Z1                                | Ферма Z1                                | Ферма Z1             | Ферма Z1             | Ферма Z1                                | Ферма Z1                                |                                         |                                         |                                         |                                         |                         |                         | ELC 3                   | ELC 3                   | ELC 3                        | ELC 3                        | ELC 3                        | ELC 3                        |                              |                              |                              |                              |                         |                         |                         |                         |                         |                         |                         |                         |             |             |                         |                         |                         |                         |                         |                         |            |            |            |            |  |  |
|  |  |                         |                         | Ферма S5/6              | Ферма S5/6              | Ферма S5/6              | Ферма S5/6              | Ферма S5/6                   | Ферма S5/6                   | ELC 2, Магнітний Альфа-Спектрометр | ELC 2, Магнітний Альфа-Спектрометр | ELC 2, Магнітний Альфа-Спектрометр | ELC 2, Магнітний Альфа-Спектрометр | ELC 2, Магнітний Альфа-Спектрометр | ELC 2, Магнітний Альфа-Спектрометр | Ферма S3/S4                  | Ферма S3/S4                  | Ферма S3/S4                             | Ферма S3/S4                             | Ферма S3/S4                             | Ферма S3/S4                             | Ферма Z1                                | Ферма Z1                                | Ферма Z1             | Ферма Z1             | Ферма Z1                                | Ферма Z1                                | Ферма S1                                | Ферма S1                                | Ферма S1                                | Ферма S1                                | Ферма S1                | Ферма S1                | ELC 3                   | ELC 3                   | ELC 3                        | ELC 3                        | ELC 3                        | ELC 3                        | Ферма S0                     | Ферма S0                     | Ферма S0                     | Ферма S0                     | Ферма S0                | Ферма S0                | Ферма P1                | Ферма P1                | Ферма P1                | Ферма P1                | Ферма P1                | Ферма P1                | Ферма P3/P4 | Ферма P3/P4 | Ферма P3/P4             | Ферма P3/P4             | Ферма P3/P4             | Ферма P3/P4             | Ферма P5/6              | Ферма P5/6              | Ферма P5/6 | Ферма P5/6 | Ферма P5/6 | Ферма P5/6 |  |  |
|  |  |                         |                         | Ферма S5/6              | Ферма S5/6              | Ферма S5/6              | Ферма S5/6              | Ферма S5/6                   | Ферма S5/6                   |                                    |                                    |                                    |                                    |                                    |                                    | Ферма S3/S4                  | Ферма S3/S4                  | Ферма S3/S4                             | Ферма S3/S4                             | Ферма S3/S4                             | Ферма S3/S4                             |                                         |                                         |                      |                      |                                         |                                         | Ферма S1                                | Ферма S1                                | Ферма S1                                | Ферма S1                                | Ферма S1                | Ферма S1                |                         |                         |                              |                              |                              |                              | Ферма S0                     | Ферма S0                     | Ферма S0                     | Ферма S0                     | Ферма S0                | Ферма S0                | Ферма P1                | Ферма P1                | Ферма P1                | Ферма P1                | Ферма P1                | Ферма P1                | Ферма P3/P4 | Ферма P3/P4 | Ферма P3/P4             | Ферма P3/P4             | Ферма P3/P4             | Ферма P3/P4             | Ферма P5/6              | Ферма P5/6              | Ферма P5/6 | Ферма P5/6 | Ферма P5/6 | Ферма P5/6 |  |  |
|  |  |                         |                         |                         |                         |                         |                         |                              |                              | ELC 4, ESP 3                       | ELC 4, ESP 3                       | ELC 4, ESP 3                       | ELC 4, ESP 3                       | ELC 4, ESP 3                       | ELC 4, ESP 3                       |                              |                              |                                         |                                         |                                         |                                         |                                         |                                         |                      |                      |                                         |                                         |                                         |                                         |                                         |                                         |                         |                         | ELC 1                   | ELC 1                   | ELC 1                        | ELC 1                        | ELC 1                        | ELC 1                        |                              |                              |                              |                              |                         |                         |                         |                         |                         |                         |                         |                         |             |             |                         |                         |                         |                         |                         |                         |            |            |            |            |  |  |
|  |  |                         |                         |                         |                         |                         |                         |                              |                              | ELC 4, ESP 3                       | ELC 4, ESP 3                       | ELC 4, ESP 3                       | ELC 4, ESP 3                       | ELC 4, ESP 3                       | ELC 4, ESP 3                       |                              |                              |                                         |                                         |                                         |                                         |                                         |                                         | Декстр               | Декстр               | Декстр                                  | Декстр                                  | Декстр                                  | Декстр                                  |                                         |                                         | Канадарм2               | Канадарм2               | Канадарм2               | Канадарм2               | Канадарм2                    | Канадарм2                    | ELC 1                        | ELC 1                        |                              |                              |                              |                              |                         |                         |                         |                         |                         |                         |                         |                         |             |             |                         |                         |                         |                         |                         |                         |            |            |            |            |  |  |
|  |  | Панель сонячних батарей | Панель сонячних батарей | Панель сонячних батарей | Панель сонячних батарей | Панель сонячних батарей | Панель сонячних батарей |                              |                              | Панель сонячних батарей            | Панель сонячних батарей            | Панель сонячних батарей            | Панель сонячних батарей            | Панель сонячних батарей            | Панель сонячних батарей            |                              |                              |                                         |                                         |                                         |                                         |                                         |                                         | Декстр               | Декстр               | Декстр                                  | Декстр                                  | Декстр                                  | Декстр                                  |                                         |                                         | Канадарм2               | Канадарм2               | Канадарм2               | Канадарм2               | Канадарм2                    | Канадарм2                    |                              |                              |                              |                              |                              |                              |                         |                         | Панель сонячних батарей | Панель сонячних батарей | Панель сонячних батарей | Панель сонячних батарей | Панель сонячних батарей | Панель сонячних батарей |             |             | Панель сонячних батарей | Панель сонячних батарей | Панель сонячних батарей | Панель сонячних батарей | Панель сонячних батарей | Панель сонячних батарей |            |            |            |            |  |  |
|  |  | Панель сонячних батарей | Панель сонячних батарей | Панель сонячних батарей | Панель сонячних батарей | Панель сонячних батарей | Панель сонячних батарей |                              |                              | Панель сонячних батарей            | Панель сонячних батарей            | Панель сонячних батарей            | Панель сонячних батарей            | Панель сонячних батарей            | Панель сонячних батарей            |                              |                              |                                         |                                         |                                         |                                         |                                         |                                         |                      |                      |                                         |                                         |                                         |                                         |                                         |                                         |                         |                         |                         |                         |                              |                              |                              |                              |                              |                              |                              |                              |                         |                         | Панель сонячних батарей | Панель сонячних батарей | Панель сонячних батарей | Панель сонячних батарей | Панель сонячних батарей | Панель сонячних батарей |             |             | Панель сонячних батарей | Панель сонячних батарей | Панель сонячних батарей | Панель сонячних батарей | Панель сонячних батарей | Панель сонячних батарей |            |            |            |            |  |  |
|  |  |                         |                         |                         |                         |                         |                         |                              |                              |                                    |                                    |                                    |                                    |                                    |                                    |                              |                              |                                         |                                         |                                         |                                         |                                         |                                         |                      |                      |                                         |                                         |                                         |                                         |                                         |                                         |                         |                         |                         |                         |                              |                              |                              |                              |                              |                              |                              |                              |                         |                         |                         |                         |                         |                         |                         |                         |             |             |                         |                         |                         |                         |                         |                         |            |            |            |            |  |  |
|  |  |                         |                         |                         |                         |                         |                         |                              |                              |                                    |                                    |                                    |                                    |                                    |                                    | Зовнішній склад              | Зовнішній склад              | Зовнішній склад                         | Зовнішній склад                         | Зовнішній склад                         | Зовнішній склад                         | лабораторія Дестіні                     | лабораторія Дестіні                     | лабораторія Дестіні  | лабораторія Дестіні  | лабораторія Дестіні                     | лабораторія Дестіні                     |                                         |                                         |                                         |                                         |                         |                         |                         |                         |                              |                              |                              |                              |                              |                              |                              |                              |                         |                         |                         |                         |                         |                         |                         |                         |             |             |                         |                         |                         |                         |                         |                         |            |            |            |            |  |  |
|  |  |                         |                         |                         |                         |                         |                         |                              |                              |                                    |                                    |                                    |                                    |                                    |                                    | Зовнішній склад              | Зовнішній склад              | Зовнішній склад                         | Зовнішній склад                         | Зовнішній склад                         | Зовнішній склад                         | лабораторія Дестіні                     | лабораторія Дестіні                     | лабораторія Дестіні  | лабораторія Дестіні  | лабораторія Дестіні                     | лабораторія Дестіні                     |                                         |                                         |                                         |                                         |                         |                         | Вантажний відсік Кібо   |                         |                              |                              |                              |                              |                              |                              |                              |                              |                         |                         |                         |                         |                         |                         |                         |                         |             |             |                         |                         |                         |                         |                         |                         |            |            |            |            |  |  |
|  |  |                         |                         |                         |                         |                         |                         |                              |                              |                                    |                                    |                                    |                                    |                                    |                                    |                              |                              | Стикувальний порт для HTV/Dragon/Cygnus | Стикувальний порт для HTV/Dragon/Cygnus | Стикувальний порт для HTV/Dragon/Cygnus | Стикувальний порт для HTV/Dragon/Cygnus | Стикувальний порт для HTV/Dragon/Cygnus | Стикувальний порт для HTV/Dragon/Cygnus |                      |                      | Стикувальний порт для HTV/Dragon/Cygnus | Стикувальний порт для HTV/Dragon/Cygnus | Стикувальний порт для HTV/Dragon/Cygnus | Стикувальний порт для HTV/Dragon/Cygnus | Стикувальний порт для HTV/Dragon/Cygnus | Стикувальний порт для HTV/Dragon/Cygnus |                         |                         |                         |                         |                              |                              |                              |                              |                              |                              |                              |                              |                         |                         |                         |                         |                         |                         |                         |                         |             |             |                         |                         |                         |                         |                         |                         |            |            |            |            |  |  |
|  |  |                         |                         |                         |                         |                         |                         |                              |                              |                                    |                                    |                                    |                                    |                                    |                                    |                              |                              | Стикувальний порт для HTV/Dragon/Cygnus | Стикувальний порт для HTV/Dragon/Cygnus | Стикувальний порт для HTV/Dragon/Cygnus | Стикувальний порт для HTV/Dragon/Cygnus | Стикувальний порт для HTV/Dragon/Cygnus | Стикувальний порт для HTV/Dragon/Cygnus |                      |                      | Стикувальний порт для HTV/Dragon/Cygnus | Стикувальний порт для HTV/Dragon/Cygnus | Стикувальний порт для HTV/Dragon/Cygnus | Стикувальний порт для HTV/Dragon/Cygnus | Стикувальний порт для HTV/Dragon/Cygnus | Стикувальний порт для HTV/Dragon/Cygnus |                         |                         |                         |                         | Рука Робота Кібо             |                              |                              |                              |                              |                              |                              |                              |                         |                         |                         |                         |                         |                         |                         |                         |             |             |                         |                         |                         |                         |                         |                         |            |            |            |            |  |  |
|  |  |                         |                         |                         |                         |                         |                         | Зовнішні навантаження        | Зовнішні навантаження        | Зовнішні навантаження              | Зовнішні навантаження              | Зовнішні навантаження              | Зовнішні навантаження              | Лабораторія Колумбус               | Лабораторія Колумбус               | Лабораторія Колумбус         | Лабораторія Колумбус         | Лабораторія Колумбус                    | Лабораторія Колумбус                    |                                         |                                         | Вузол 2 Гармоні                         | Вузол 2 Гармоні                         | Вузол 2 Гармоні      | Вузол 2 Гармоні      | Вузол 2 Гармоні                         | Вузол 2 Гармоні                         |                                         |                                         | Лабораторія Кібо                        | Лабораторія Кібо                        | Лабораторія Кібо        | Лабораторія Кібо        | Лабораторія Кібо        | Лабораторія Кібо        | Зовнішня платформа Кібо      | Зовнішня платформа Кібо      | Зовнішня платформа Кібо      | Зовнішня платформа Кібо      | Зовнішня платформа Кібо      | Зовнішня платформа Кібо      |                              |                              |                         |                         |                         |                         |                         |                         |                         |                         |             |             |                         |                         |                         |                         |                         |                         |            |            |            |            |  |  |
|  |  |                         |                         |                         |                         |                         |                         | Зовнішні навантаження        | Зовнішні навантаження        | Зовнішні навантаження              | Зовнішні навантаження              | Зовнішні навантаження              | Зовнішні навантаження              | Лабораторія Колумбус               | Лабораторія Колумбус               | Лабораторія Колумбус         | Лабораторія Колумбус         | Лабораторія Колумбус                    | Лабораторія Колумбус                    |                                         |                                         | Вузол 2 Гармоні                         | Вузол 2 Гармоні                         | Вузол 2 Гармоні      | Вузол 2 Гармоні      | Вузол 2 Гармоні                         | Вузол 2 Гармоні                         |                                         |                                         | Лабораторія Кібо                        | Лабораторія Кібо                        | Лабораторія Кібо        | Лабораторія Кібо        | Лабораторія Кібо        | Лабораторія Кібо        | Зовнішня платформа Кібо      | Зовнішня платформа Кібо      | Зовнішня платформа Кібо      | Зовнішня платформа Кібо      | Зовнішня платформа Кібо      | Зовнішня платформа Кібо      |                              |                              |                         |                         |                         |                         |                         |                         |                         |                         |             |             |                         |                         |                         |                         |                         |                         |            |            |            |            |  |  |
|  |  |                         |                         |                         |                         |                         |                         |                              |                              |                                    |                                    |                                    |                                    |                                    |                                    |                              |                              |                                         |                                         |                                         |                                         | Стикувальний порт PMA 2                 |                                         |                      |                      |                                         |                                         |                                         |                                         |                                         |                                         |                         |                         |                         |                         |                              |                              |                              |                              |                              |                              |                              |                              |                         |                         |                         |                         |                         |                         |                         |                         |             |             |                         |                         |                         |                         |                         |                         |            |            |            |            |  |  |
|  |  |                         |                         |                         |                         |                         |                         |                              |                              |                                    |                                    |                                    |                                    |                                    |                                    |                              |                              |                                         |                                         |                                         |                                         |                                         |                                         |                      |                      |                                         |                                         |                                         |                                         |                                         |                                         |                         |                         |                         |                         |                              |                              |                              |                              |                              |                              |                              |                              |                         |                         |                         |                         |                         |                         |                         |                         |             |             |                         |                         |                         |                         |                         |                         |            |            |            |            |  |  |

## Управління станцією
Керування польотом МКС здійснюється з двох Центрів: російським сегментом із ЦУПу (місто Корольов, Російська Федерація), американським сегментом із ЦУПу-Х (Х'юстон, США).
У ЦУПі для програми МКС обладнаний один із двох Головних залів керування, який створювався свого часу для забезпечення польоту корабля «Буран». Для керування російськими модулями МКС і кораблями «Союз» та «Прогрес» залучаються так звані малі зали. Персонал робочих груп та груп підтримки, розміщується в спеціально підготовлених робочих приміщеннях, які обладнано потрібними засобами отримання даних польоту, засобами зв'язку та обміну інформацією.
Для підвищення надійності керування та безпеки польоту в ЦУПі розгорнуто сектор керування американськими модулями, що входять до складу МКС. Завданням фахівців НАСА, що працюють у цьому секторі, є проведення операцій з керування польотом американського сегмента у разі виходу з ладу ЦУПу-Х.
Подібний російський сектор керування розгорнуто у Х'юстоні. Обидва Центри — російський та американський — пов'язані лініями зв'язку, і між ними відбувається цілодобовий обмін даними.
Безпосередньо керувати польотом ЦУП починає відразу після відокремлення космічного апарата від останнього ступеня ракети-носія і несе відповідальність за весь його орбітальний політ.

## Хронологія спорудження

### За модулями
| Модуль                                                                   | Код польоту | Дата запуску | Носій                   | Належить                            | Зображення |
| ------------------------------------------------------------------------ | --- | ------------ | ----------------------- | ----------------------------------- | ---------- |
| Заря («світанок») (ФВБ)                                                  | 1A/R | 20.11.1998   | Протон-K                | Росія (Будівельник) США (Фінансист) |            |
| Заря («світанок») (ФВБ)                                                  | Перший елемент МКС, Заря забезпечує електроенергію, складування, орієнтацію. Був житлом до закінчення первинного монтажу. Модуль складається з довгого вужчого циліндра, вкладеного у більший короткий. З одного боку модуль має сплюснутий зрізаний конус, з іншого — сферичний стикувальний відсік. З двох боків до модуля прикріплено панелі сонячних батарей. Герметичний модуль нині є відділенням для зберігання всередині і має ззовні паливні баки. |              |                         |                                     |            |
| Юніті («єдність», Вузол 1)                                               | 2A | 04.12.1998   | Спейс Шаттл, STS-88     | США                                 |            |
| Юніті («єдність», Вузол 1)                                               | Перший модуль-вузол, який з'єднує американську частину станції з російською (через PMA-1). Модуль у формі циліндра з дуже стиснутими зрізаними конусами з обох кінців має чотири технологічні отвори для кріплення інших модулів — ферми Z1, шлюзового відсіку Квест, лабораторії Дестіні і вузла Транквіліті і двома герметичними стикувальними перехідниками (на початку) — з обох кінців має дуже стиснуті зрізані конуси, був доставлений шатлом і приєднаний до Зарі за допомогою маніпулятора. |              |                         |                                     |            |
| Звєзда («зірка») (службовий модуль)                                      | 1R | 12.07.2000   | Протон-K                | Росія                               |            |
| Звєзда («зірка») (службовий модуль)                                      | Модуль обслуговування станції, забезпечує основні житлові приміщення для тривалих екіпажів, має системи життєзабезпечення та орієнтації та контролю орбіти. Модуль також забезпечує стикування кораблів «Союз», «Прогрес» та Автоматичного транспортного корабля, після його появи МКС стала придатною для постійного життя. Модуль складається з довгого вужчого циліндра, вкладеного у більший короткий. З одного боку модуль має сферичний стикувальний відсік, з іншого — стикувальний пристрій для стикування з європейським вантажним кораблем. З двох боків до модуля прикріплено панелі сонячних батарей.                                                                                          |              |                         |                                     |            |
| Дестіні «доля» (американська лабораторія)                                | 5A | 07.02.2001   | Спейс Шаттл, STS-98     | США                                 |            |
| Дестіні «доля» (американська лабораторія)                                | Основний модуль для досліджень американського корисного вантажу на борту МКС, призначений для загальних експериментів. Має 24 міжнародного стандарту вантажопідйомні стійки, деякі з них використовують для життєзабезпечення та забезпечення щоденного життя екіпажу. Дестіні також є точкою кріплення для більшості комплексних ферм станції. Модуль у формі циліндра має з обох кінців дуже стиснуті зрізані конуси. |              |                         |                                     |            |
| Квест (шлюзова камера)                                                   | 7A | 12.07.2001   | Спейс Шаттл, STS-104    | США                                 |            |
| Квест (шлюзова камера)                                                   | Основний шлюз МКС, Квест використовують для виходу у відкритий космос в американських і російських скафандрах. Квест складається з двох циліндричних частин: більшого відсіку обладнання, у якому зберігаються скафандри і обладнання, й меншого відсіку екіпажу, з якого космонавти виходять у відкритий космос. |              |                         |                                     |            |
| Пірс (стикувальний відсік)                                               | 4R | 14.09.2001   | Союз-У, Прогрес M-СО1   | Росія                               |            |
| Пірс (стикувальний відсік)                                               | «Пірс» забезпечує МКС додатковий порт для стикування «Союзів» і «Прогресів», а також використовують для виходу у відкритий космос космонавтів із використанням російських скафандрів «Орлан», і є приміщенням для зберігання цих скафандрів. Модуль має форму невеликого циліндра з пасивним стикувальним пристроєм з вільного боку. |              |                         |                                     |            |
| Гармоні (вузол 2)                                                        | 10A | 23.10.2007   | Спейс Шаттл, STS-120    | Європа (будівельник) США (керівник) |            |
| Гармоні (вузол 2)                                                        | Другий модуль-вузол МКС, має чотири стійки, які забезпечують електроенергією, електронними даними, і є центральною точкою підключення кількох інших компонентів через свої 6 механізмів загального причалювання. До модуля постійно пристиковані лабораторії «Колумбус» (європейська) і «Кібо» (японська), американські шатли пристиковувалися до МКС за допомогою PMA-2, який прикріплено до переднього порту Гармоні. Крім того, модуль був портом для стоянки італійського Багатоцільового модуля постачання під час польотів забезпечення шатлів. Модуль у формі циліндра з дуже стиснутими зрізаними конусами з обох кінців має чотири технологічними отворами для кріплення інших модулів.           |              |                         |                                     |            |
| Колумбус (європейська лабораторія)                                       | 1E | 07.02.2008   | Спейс Шаттл, STS-122    | Європа                              |            |
| Колумбус (європейська лабораторія)                                       | Основний модуль для досліджень європейського корисного вантажу на борту МКС. Модуль має форму циліндра з дуже стиснутими зрізаними конусами з обох кінців. |              |                         |                                     |            |
| Експериментальний модуль забезпечення Kibō («надія» і «бажання» ЯЕМ-ЕМЗ) | 1J/A | 11.03.2008   | Спейс Шаттл, STS-123    | Японія                              |            |
| Експериментальний модуль забезпечення Kibō («надія» і «бажання» ЯЕМ-ЕМЗ) | Частина японського модуля-лабораторії Kibō, ЕМЗ забезпечує зберігання і транспортування в лабораторію корисного вантажу для внутрішнього обслуговування. Модуль має форму короткого циліндра з дуже стиснутим конусом з одного боку. |              |                         |                                     |            |
| Герметичний відсік Kibō (ЯЕМ-МПТ)                                        | 1J | 31.05.2008   | Спейс Шаттл, STS-124    | Японія                              |            |
| Герметичний відсік Kibō (ЯЕМ-МПТ)                                        | Частина ЯЕМ Kibō, МПТ — ядро модуля Kibo до якого кріпляться ЕМЗ і експозиційний майданчик (ЕМ). Лабораторія є найбільшим модулем МКС і має загалом 23 стійки, включно з 10 стійками для експериментів. Модуль використовують для досліджень у галузі космічної медицини, біології, спостереження Землі, виробництва матеріалів, біотехнології, а також досліджень у галузі комунікації. До ядра також кріпиться зовнішня платформа (ЕМ), на якій корисний вантаж зазнає безпосереднього впливу суворого навколишнього простору. ЕМ обслуговує власний робот-рука модуля, ЯЕМ-RMS, яка монтується на МПТ. Модуль у формі довгого циліндра має з одного боку прикріплену руку-маніпулятор і шлюзову камеру. |              |                         |                                     |            |
| Поіск (пошук) (малий дослідницький модуль 2)                             | 5R | 10.11.2009   | Союз-У, Прогрес M-MIM2  | Росія                               |            |
| Поіск (пошук) (малий дослідницький модуль 2)                             | Російський компонент МКС, МДМ2 використовують для стикування кораблів Союз і Прогрес, а також як шлюзова камера для виходів у відкритий космос і для розташування назовні об'єктів наукових досліджень. Модуль має форму невеликого циліндра з пасивним стикувальним пристроєм з вільного боку. |              |                         |                                     |            |
| Транквіліті (спокій) (вузол 3)                                           | 20A | 08.02.2010   | Спейс Шаттл, STS-130    | Європа (будівельник) США (керівник) |            |
| Транквіліті (спокій) (вузол 3)                                           | Третій і останній модуль-вузол МКС, має передові системи життєзабезпечення, які утилізують стічні води для повторного використання екіпажем та отримання кисню для дихання екіпажу. Вузол також забезпечує 4 причальні місця для інших герметизованих модулів екіпажу або транспортних засобів, крім того, є постійним місцем для модуля Купола. Модуль має форму циліндра з дуже стиснутими зрізаними конусами з обох кінців. |              |                         |                                     |            |
| Купол                                                                    | 20A | 08.02.2010   | Спейс Шаттл, STS-130    | Європа (будівельник) США (керівник) |            |
| Купол                                                                    | Модуль-обсерваторія, з якої прекрасно видно робототехнічні операції та стикування космічних апаратів, а також спостережний пункт для спостереження за Землею. Модуль оснащений пультом керування роботизованою рукою-маніпулятором. Невеликий модуль з сімома ілюмінаторами має віконниці для захисту вікон від пошкоджень, які можуть спричинити мікрометеорити. |              |                         |                                     |            |
| Рассвєт (світанок) (малий дослідницький модуль 1)                        | ULF4 | 14.05.2010   | Спейс Шаттл, STS-132    | Росія                               |            |
| Рассвєт (світанок) (малий дослідницький модуль 1)                        | МДМ1 використовують для стикування і зберігання вантажів на борту станції. Модуль має форму невеликого циліндра з пасивним стикувальним пристроєм із вільного боку. |              |                         |                                     |            |
| Наука (багатофункціональний дослідницький модуль)                        | | 21.07.2021   | Протон-М                | Росія                               |            |
| Наука (багатофункціональний дослідницький модуль)                        | Багатофункціональний дослідницький модуль |              |                         |                                     |            |
| Причал (універсальний вузловий модуль)                                   | | 26.11.2021   | Союз-2.1б, Прогрес М-УМ | Росія                               |            |
| Причал (універсальний вузловий модуль)                                   | Універсальний вузловий модуль |              |                         |                                     |            |

### За датами
Перший модуль МКС — функціонально-вантажний блок «Заря» був виведений на орбіту 20 листопада 1998 р.
Перший основний екіпаж (Вільям Шеперд, Сергій Крікальов та Юрій Гідзенко) прибув на станцію 2 листопада 2000 року на кораблі «Союз ТМ-31», і відтоді МКС є постійно заселеною.
У ході польоту в пілотованому режимі продовжувалося будівництво станції.
У 2001 році на кореневому сегменті Z1 було встановлено енергетичний модуль P6, на орбіту були доставлені лабораторний модуль «Дестіні», шлюзова камера «Квест», стикувальний відсік «Пірс», дві вантажні телескопічні стріли, дистанційний маніпулятор. У 2002 році станція поповнилася трьома конструкціями з ферм (S0, S1, P6), дві з яких облаштовані транспортувальними пристроями для переміщення дистанційного маніпулятора й астронавтів під час роботи у відкритому космосі.
У зв'язку з катастрофою американського корабля «Колумбія», що сталася 1 лютого 2003 року, будівництво МКС призупинилось, а постійний екіпаж зменшився з трьох до двох осіб для економії ресурсів, оскільки основними постачальниками стали кораблі Прогрес, що мають невелику вантажність, порівняно з шатлами (2,5 т проти 20).
У 2006 році після відновлення польотів шатлів будівництво МКС продовжилося, а кількість членів екіпажу збільшилася з двох до трьох. На станцію були доставлені нові секції сонячних батарей, що значно підвищило її енергоозброєність.
У кінці 2007 року МКС поповнилася двома герметичними модулями. У жовтні шатл «Діскавері» STS-120 привіз на орбіту виготовлений в Італії за замовленням США сполучний модуль Node-2 «Гармонія» (Harmony) (Node-1 під назвою «Юніті» працює в складі станції з грудня 1998 року). У листопаді Node-2 «Гармонія» (Harmony), за допомогою маніпулятора станції був встановлений на своє штатне місце — на осьовий порт модуля «Дестіні». За своїм призначенням Node-2 є з'єднувальним вузлом між трьома лабораторними модулями: американським «Дестіні», європейським «Колумбус» (Columbus) та японським «Кібо». Крім того, осьовий стикувальний вузол Node-2 став основним причалом для шатлів.
Європейський лабораторний модуль «Колумбус», призначений для постійної роботи в складі МКС, у лютому 2008 року був виведений на орбіту на кораблі «Атлантіс» STS-122, і 11 лютого за допомогою маніпулятора цього корабля встановлений на своє штатне місце. 14 березня і 4 червня було пристиковано два з трьох елементів модуля «Кібо» — експериментальний модуль забезпечення і герметичний відсік.
9 березня 2008 року відбувся перший запуск європейського автоматичного вантажного корабля, корабель доставив 7,7 т вантажу. Заплановано 5 запусків до 2015 року з проміжками між запусками 13—15 місяців.
29 травня 2009 року почав працювати перший постійний екіпаж із шести осіб, доставлений двома кораблями Союз ТМА. Збільшення кількості членів екіпажу відбулося внаслідок зростання можливостей забезпечення.
10 вересня 2009 року відбувся перший запуск японського автоматичного вантажного корабля, вантажність корабля 6 т. Заплановано здійснити 9 запусків до 2017 року. Корабель не має власної системи зближення — апарат підлітає якомога ближче до станції, захоплюється маніпулятором і приєднується до модуля «Гармоні».
3 лютого 2010 року багатостороння рада з управління МКС підтвердила, що не існує жодних відомих технічних обмежень щодо продовження експлуатації станції після 2015 року.
У 2011 році завершилися польоти багаторазових кораблів «Спейс Шаттл».
25 травня 2012 році до станції пристикувався перший у світі приватний космічний корабель Dragon.
18 вересня 2013 році до станції пристикувався приватний вантажний космічний корабель Cygnus.
26 липня 2021 році від станції від'єднався модуль «Пірс», а 26 липня на його місце пристикувався модуль «Наука».
2 березня 2023 року до МКС стартувала ракета-носій Falcon 9 американської компанії SpaceX з пілотованим космічним кораблем Dragon 6.
22 травня 2023 року до МКС стартувала ракета-носій Falcon 9 компанії SpaceX з космічними туристами на борту. Згідно з повідомленням НАСА, астронавти приватної місії «Axiom Mission 2» (Ax-2) Пеггі Уітсон, Джон Шоффнер, Алі аль-Карні та Райяна Барнауї прибули до МКС о 09:12 (за східним часом). Приватна місія Ax-2 пробуде на МКС тиждень.
20 січня 2024 року до МКС стартувала ракета-носій Falcon 9 американської компанії SpaceX з пілотованим космічним кораблем Crew Dragon. Подорож до МКС чергової приватної місії «Axiom Mission 3» (Ax-3) з групою астронавтів на борту у складі: колишнього астронавта НАСА Майкла Лопес-Алегрія (Michael Lopez-Alegria), як командира, пілота Вальтера Вілладеї (Walter Villa) від ВПС Італії, а також фахівців Маркуса Вандта (Marcus Wandt) зі Швеції та Альпера Гезеравджі (Alper Gezeravci), який став першим астронавтом в історії Туреччини, від моменту запуску — до МКС тривала 36 годин.

## Експедиції до МКС
Усі довготривалі екіпажі мають назву «МКС-N», де N — це номер, який збільшується на одиницю після кожної експедиції. Початком експедиції вважають відбуття попереднього екіпажу на космічному кораблі «Союз». Тривалість однієї експедиції становить від двох до п'яти місяців. Нерідко космонавти перебувають на борту МКС протягом декількох експедиції. Найбільшу кількість разів — п'ять — на МКС був росіянин Юрій Маленченко.
Станом на кінець 2015 року МКС відвідало 219 осіб з 18 країн що є рекордом для космічних станцій (на «Мирі» побували 104 особи). Здійснено 46 експедицій. Найбільша кількість космонавтів відвідала МКС з США — 140 осіб; з Росії — 44 особи.
МКС стала першим прикладом комерціалізації космічних польотів. Роскосмос спільно з компанією Space Adventures вперше відправив на орбіту космічних туристів. Станом на січень 2016 року МКС відвідало 7 космічних туристів з трьох країн (США, Канада, ПАР).
30 травня 2023 року четверо астронавтів приватної місії Ax-2 повернулися на Землю у своїй капсулі SpaceX Dragon. Цей Dragon під назвою Freedom відстикувався від МКС раніше того дня об 11:05 ранку за східним часом (15:05 за Гринвічем), завершивши 10-денну місію, яка включала вісім днів перебування в орбітальній лабораторії. Ax-2 — це друга місія на МКС, яку виконала Axiom Space, після Ax-1 у квітні 2022 року. Ця попередня місія була першим повністю приватним польотом екіпажу до орбітальної лабораторії. Місію Ax-2 очолив Вітсон, колишній астронавт НАСА, який побив рекорди, а зараз працює директором відділу польотів людини в космос в Axiom Space. Іншими членами екіпажу були Джон Шоффнер, Алі Аль-Карні та Райяна Барнаві.
Крім того, у рамках контракту на закупівлю Малайзією російського озброєння, Роскосмос у 2007 році організував політ на МКС першого малайзійського космонавта — шейха Музафара Шукора (Muszaphar Shukor).
НАСА планувало відправити черговий екіпаж до МКС 15 серпня 2023 року. Однак SpaceX оголосила, що старт переноситься на 23 серпня. Раніше було ухвалено рішення про перенесення запуску на 17 серпня. Причиною зміщення графіка є те, що в липні 2023 року SpaceX відправила в космос надважку ракету Falcon Heavy не з першої спроби. Річ у тім, що Falcon Heavy використовувала той самий стартовий майданчик, що й Falcon 9 із космічним кораблем Dragon Endurance, тому фахівцям потрібно більше часу на підготовку.
25 серпня 2023 року, згідно з повідомленням агентства «Рейтер», Росія та США погодили додатковий політ до МКС для американського астронавта на борту російського космічного корабля «Союз МС», що є рідкісною ознакою сучасної двосторонньої співпраці зазначених країн. Цей політ є частиною угоди між російським космічним агентством Роскосмос і НАСА про перехресні польоти до МКС.
26 серпня 2023 року, о 3:27 ранку (за східним часом), з Космічного центру імені Кеннеді НАСА у штаті Флориді (США), четверо космонавтів зі США, ЄС, Японії та Росії на борту ракети SpaceX відбули до МКС, розпочавши місію Crew-7, яка триватиме понад шість місяців. Згідно з повідомленням CNN, після досягнення орбіти, капсула Crew Dragon від'єдналася від ракети Falcon 9, почавши самостійний політ по орбіті з метою зближення з МКС, яка обертається на висоті близько 420 км над поверхнею Землі. Семеро інших космонавтів, які працюють на МКС з березня 2023 року, протягом п'яти днів будуть передавати справи новій команді. Місія Crew-7 є восьмим польотом НАСА та SpaceX у рамках програми комерційних екіпажів агентства, яка доставляє астронавтів на космічну станцію з моменту першої місії SpaceX з екіпажем у 2020 році.
27 серпня 2023 року, о 9:16 ранку за східним поясним часом (15:16 за Києвом), корабель SpaceX Dragon Endurance успішно зістикувався з модулем «Гармоні» МКС. Згідно з повідомленням НАСА, астронавти перейдуть на МКС після процедури стандартних перевірок, тобто екіпаж МКС на кілька найближчих днів зросте до 11 осіб.
5 березня 2024 року, корабель Crew Dragon Endeavour американської компанії SpaceX, на борту якого перебував міжнародний екіпаж, благополучно пристикувався до МКС, незважаючи на те, що за 30 хвилин до його запуску на орбіту в ущільнювачі корабля було виявлено напівміліметрову тріщину у силіконі RTV.
З жовтня 2012 року до листопада 2023 року компанія SpaceX здійснила 29 пусків вантажних кораблів Cargo Dragon до МКС.
12 березня 2024 року, об 11:47 (за київським часом), астронавти місії Crew-7 успішно повернулися з МКС на Землю.
20 квітня 2025 року, о 06:20 (за місцевим часом), капсула космічного корабля «Союз МС-26» з двома росіянами та одним американцем приземлилася поблизу міста Жезказган у Казахстані. Астронавти Олексій Овчинін, Іван Вагнер (РФ) і Дональд Рой Петтіт (США) повернулися з МКС, де завершили свою семимісячну дослідницьку місію, у ході якої провели в космосі 220 днів і виконали 3520 обертів навколо Землі.
25 червня 2025 року до МКС відбула приватна пілотована місія Axiom Mission 4 (Ax-4), в складі якої перебував польський астронавт Славош Узнанський-Вишневський. Наступного дня відбулося успішне стикування космічного корабля Crew Dragon Grace з МКС. 13 липня 2025 року місія Ax-4 на МКС завершила свою роботу, повернення астронавтів місії на Землю заплановано на 14 липня 2025 року.

## Кораблі доправлення
Екіпажі до МКС літають на російських космічних кораблях «Союз». До липня 2011 року доправлення вантажів та зміна екіпажів здійснювалася також у рамках американської програми «Спейс Шаттл», поки її не було завершено. Вантажі до МКС постачаються на російських («Роскосмос») кораблях «Прогрес», японських (JAXA) HTV, американських Dragon (компанія SpaceX) та Cygnus (компанія Orbital Sciences Corporation). Повернення на Землю космонавтів здійснюється на кораблях «Союз» («Роскосмос») та Dragon 2 (компанія SpaceX). Серед транспортних кораблів лише «Dragon» здатен повертати вантажі на Землю; інші вантажні кораблі забирають з МКС сміття, та після відстикування згорають в атмосфері Землі. Інколи, наприклад у жовтні 2016 року, задля доправлення вантажів на МКС, застосовувалася ракета Antares з першим ступенем українського виробництва (останній такий запуск американсько-української ракети Антарес із корисним вантажем 3,6 т, відбувся 03.10.2020 о 05:44).
| Корабель           | Тип          | Агентство/країна | Перший політ | Останній політ | Разом рейсів | Коментарі                                                    |
| ------------------ | ------------ | ---------------- | ------------ | -------------- | ------------ | ------------------------------------------------------------ |
| Діючі програми     |              |                  |              |                |              |                                                              |
| Союз               | Пілотований  | Роскосмос /      | 31.10.2000   | 08.04.2025     | 72           | Ротація екіпажів та аварійна евакуація                       |
| Прогрес            | Транспортний | Роскосмос /      | 06.08.2000   | 17.02.2024     | 91           | Доставка вантажів                                            |
| HTV                | Вантажний    | JAXA /           | 10.09.2009   | 25.05.2020     | 9            | Доставка вантажів                                            |
| Dragon             | Вантажний    | НАСА /           | 22.05.2012   | 05.07.2021     | 22           | Доставка вантажів й повернення їх на Землю                   |
| Dragon 2           | Пілотований  | SpaceX / НАСА /  | 30.05.2020   | 13.03.2025     | 15           | Доставка екіпажів та вантажів й повернення їх на Землю       |
| Cygnus             | Вантажний    | НАСА /           | 18.09.2013   | 06.08.2024     | 22           | Доставка вантажів                                            |
| Завершені програми |              |                  |              |                |              |                                                              |
| Спейс Шаттл        | Пілотований  | НАСА /           | 07.12.1998   | 08.07.2011     | 37           | Ротація екіпажів, доставка вантажів і частин модулів станції |
| ATV                | Транспортний | ЄКА /            | 09.03.2008   | 06.06.2013     | 5            | Доставка вантажів                                            |

### Заплановані

#### НАСА
- «Оріон» — доправлення екіпажів до МКС, пілотовані польоти на Місяць і Марс;

Комерційні проєкти за програмами НАСА:
- CST-100 — багаторазовий пілотований корабель, розробляється компанією «Boeing»;
- Dream Chaser — багаторазовий пілотований корабель, розробляється американською компанією «Sierra Nevada Corporation».

## Аварії та інциденти
Серед найсерйозніших пригод на МКС можна назвати катастрофу 1 лютого 2003 року під час посадки шатла «Колумбія» (політ STS-107). Хоча «Колумбія» не стикувалась з МКС, проводячи самостійну дослідницьку місію, ця катастрофа призупинила польоти шатлів, які поновилися лише в липні 2005 року. Це відсунуло терміни завершення будівництва станції і зробило російські кораблі «Союз» і «Прогрес» єдиним засобом доправлення космонавтів та вантажів на станцію на тривалі роки.
У 2006 році в російському сегменті станції відбулося задимлення, а також зафіксована відмова роботи комп'ютерів у російських і американських сегментах 2001 і двічі 2007 року. Восени 2007 року екіпаж МКС ремонтував розрив сонячної батареї, який стався під час її встановлення.
9 вересня 2021 року в російському житловому модулі МКС «Звезда» спрацювала пожежна сигналізація, а екіпаж повідомив про задимлення та запах палаючого пластику.
14 грудня 2022 року під час підготовки до запланованого виходу з МКС у відкритий космос наземні групи помітили значне витікання невідомої речовини з хвостової частини російського транспортного пілотованого космічного корабля «Союз МС-22», пристикованого до модуля «Рассвет» на МКС. Було встановлено, що сталося витікання охолоджувальної рідини, у зв'язку з цим вихід російських космонавтів у відкритий космос з борту МКС було скасовано. Через дану несправність, космонавти повернулися з МКС на Землю на 6 місяців пізніше, аніж планувалося.
25 липня 2023 року МКС на 90 хвилин залишилася без зв'язку зі штаб-квартирою НАСА в Х'юстоні. Даний інцидент стався вперше з моменту запуску МКС у 2009 році. Відключення, у результаті якого було втрачено телеметрію, голосовий зв'язок і управління, сталося під час планової модернізації наземної енергетичної системи будівлі в Космічному центрі імені Ліндона Джонсона. Водночас протягом 20 хвилин після відключення електроенергії центр управління польотами НАСА перебував на зв'язку з МКС через російські системи, а резервний центр управління, розташований за декілька миль від штаб-квартири, незабаром був під'єднаний до мережі. Взагалі, проблема була вирішена, і управління місією знову почало повністю функціонувати. Однак НАСА має намір розслідувати інцидент, щоб переконатися, що він не повториться в наступні роки експлуатації МКС.
9 жовтня 2023 року на модулі «Наука» російського сегмента МКС стався витік теплоносія із зовнішнього (резервного) контуру радіатора, який був доставлений на станцію у 2012 році.
28 лютого 2024 року під час брифінгу, присвяченого новій місії на МКС Crew-8, керівник програми НАСА на МКС повідомив, що з російської частини МКС продовжує витікати повітря і ситуація стала гіршою. За його словами, повітря в перехідній камері російського модуля «Зоря» почало виходити вдвічі швидше.
8 березня 2024 року мешканець Флориди (США) повідомив, що на його будинок впав уламок космічного сміття з МКС. Майже кілограмовий шматок металу пробив дах будинку та пройшов через підлогу другого поверху, трохи не зачепивши одного з членів родини. О 14:29 того дня Космічне командування США справді зареєструвало входження космічного сміття в атмосферу та його рух до північно-західної Флориди, а о 14:34 у будинок дійсно стався приліт. НАСА проводить розслідування в ході якого, попередньо з'ясовано, що викинуті батареї з МКС хоча й належали НАСА, однак піддон запускала Японська космічна агенція, тож відповідати, можливо, буде вона. 16 квітня 2024 року, за результатами проведеного розслідування, НАСА встановило, що предмет, який на початку березня 2024 року пошкодив будинок у США, дійсно колись був частиною роботизованої руки на МКС. За три роки до інциденту, дану деталь використали наземні диспетчери НАСА, щоб випустити вантажний піддон із застарілими батареями в космос. Загальна маса викинутих тоді деталей з МКС у відкритий космос становила понад 2,5 т.
24 червня 2024 року двоє астронавтів НАСА, Трейсі Дайсон і Майкл Барратт, мали здійснити 90-й вихід у відкритий космос з МКС для виконання як завдань із ремонту станції, так і з науковою метою. Але вихід за межі станції був перерваний через те, що зі скафандра Дайсон почала витікати вода, яку використовують як охолоджувальну рідину. Подібні інциденти з витоками охолоджувальної рідини зі скафандрів астронавтів на МКС ставалися вже не раз. Так, астронавт Європейського космічного агентства (ЄКА) Маттіас Маурер помітив скупчення води у своєму шоломі після тривалого виходу у відкритий космос. Це призвело до довгої перерви у виходах за межі орбітальної станції. У ще одного астронавта ЄКА, Луки Пармітано, також стався витік води, яка почала заповнювати його шолом прямо у відкритому космосі.
26 червня 2024 року, близько 16:00 за Грінвічем (19:00 за Києвом), на орбіті поблизу МКС радари американської компанії LeoLabs, що займаються спостереженням за космосом, зафіксували кілька фрагментів російського супутника. Шість американських астронавтів, які на цей час перебували на МКС, були попереджені командою управління НАСА в Х'юстоні про необхідність виконати процедуру «безпечної гавані», коли кожен член екіпажу переміщується в космічний корабель, на якому астронавти прибули на космічну станцію, якщо виникне необхідність термінового відльоту. У такому положенні астронавти НАСА перебували приблизно годину.
26 вересня 2024 року генеральний інспектор НАСА опублікував звіт, у якому містяться деталі, які раніше не оприлюднювались і які підкреслюють гостроту проблеми, з якою зіткнулася МКС. Виявилося, ще з вересня 2019 року з тріщин у корпусі МКС, а саме з російського сегмента, у космічний простір витікає повітря. Як було встановлено, витік повітря відбувається з невеликого модуля ПрК («Проміжна камера»), розташованого між шлюзовою камерою та до якої стикуються вантажні кораблі «Прогресс» і модулем «Звєзда». НАСА зазначило, що все перебуває під контролем, незважаючи на попередження власного наглядового органу про те, що витоки є найбільшою проблемою станції. У лютому 2024 року витікання повітря зі станції збільшилося з менш ніж 450 гр./день до 1,1 кг/день, а у квітні цей показник підскочив до 1,7 кг/день. План НАСА стосовно зниження ризику на МКС полягає в тому, щоб люк на модулі «Звєзда», який веде до ПрК, залишати закритим. Згодом, якщо витік посилиться, цей люк, можливо, доведеться закрити назавжди, зменшивши кількість російських портів стикування на МКС з чотирьох до трьох.
Станом на жовтень 2024 року, згідно з новим звітом НАСА, на МКС виявлено 50 критичних «проблемних ділянок» і чотири тріщини, що потенційно можуть вимагати негайної евакуації через витік кисню, найпроблемнішою є ситуація в російському модулі «Звєзда». Згідно зі звітом, кількість тріщин і витоків на МКС з роками тільки зростає, а космонавти неодноразово скаржилися на те, що тріщини на станції ремонтують лише за допомогою тимчасових заходів — спеціальної стрічки, марлі та герметика. Перші проблеми з російським модулем з'явилися у 2019 році, коли почався незначний витік повітря. Попри зусилля по його герметизації, кількість витікаючого повітря тільки збільшувалась протягом останніх п'яти років. Якщо ситуація не стабілізується, екіпажу може знадобитися екстрено залишити МКС, що буде першим випадком евакуації з орбітальної станції за понад 24 роки її існування. НАСА постійно попереджає про можливий «катастрофічний збій» на МКС, однак РФ ігнорує ці звернення.

## Майбутнє
Закінчення будівництва МКС було намічено на 2015 рік. Завдяки новому обладнанню, доправленому на борт МКС експедицією шатла «Індевор» в листопаді 2008 року, екіпаж станції 2009 року був від 3 до 6 осіб. Спочатку планувалося, що станція повинна пропрацювати на орбіті до 2010 року, 2008 називалася інша дата — 2016 або 2020 рік. На думку експертів, МКС, на відміну від станції «Мир», не будуть топити в океані, передбачається використовувати її як базу для збирання міжпланетних кораблів. Попри те, що в НАСА висловлювалися за зменшення фінансування станції, голова агентства Майкл Гріффін пообіцяв виконати всі зобов'язання США для завершення будівництва станції. Однак після війни в Південній Осетії багато експертів, у тому числі і Гріффін, заявляли, що охолодження відносин між Росією та США може призвести до припинення співпраці Роскосмосу з НАСА і американці (які планували до 2010 року завершити експлуатацію шатлів) не зможуть відправляти на станцію свої експедиції.
У жовтні 2016 року у НАСА заявили про припинення співпраці з Роскосмосом стосовно доправлення астронавтів на МКС.
Після початку російської агресії проти України і заяв США про можливість запровадження санкції проти РФ 13 травня 2014 віцепрем'єр РФ Дмитро Рогозін заявив, що Росія не буде продовжувати експлуатацію МКС після 2020. Віцепрем'єр РФ Юрій Борисов заявив, що Росія до 2025 року має намір припинити участь у проєкті МКС.
На заміну морально та технічно застарілий станції США планує побудувати нову МКС Starlab до 2027 року. У жовтні 2021 НАСА підписала контракти з трьома компаніями, які будуть створювати космічну станцію:
- Nanoracks — виконуватиме роль головного підрядника.
- Voyager Space — займатиметься стратегією розвитку та інвестиціями, тобто — бізнес-складовою проєкту.
- Lockheed Martin — компанія займатиметься технічною складовою проєкту та побудує необхідні модулі станції.

У грудні 2021 року НАСА уклало угоди ще з двома приватними компаніями: Blue Origin та Northrop Grumman.

### Завершення місії
На початку 2022 року НАСА розкрила плани щодо майбутнього МКС. У січні 2031 року МКС затоплять у Тихому океані в одному з найвіддаленіших місць на Землі. Схід з орбіти космічної станції вагою 419 тонн розпочнеться поступово. До того до неї направлять кілька нових модулів для нового космічного проєкту. План припинення експлуатації МКС прямує в площині зобов'язання президента США Джо Байдена підтримувати станцію до 2030 року. У січні 2031 року МКС перестануть експлуатувати, й відбудеться ряд подій перед її сходом з орбіти. Перед цим всі комерційні модулі, а також деякі з надійних старих модулів, будуть відокремлені від основної конструкції космічної станції. Потім до МКС відправлять кілька безпілотних космічних кораблів, які своїми потужними двигунами допоможуть усій конструкції зійти з орбіти. НАСА планує досягти цього за допомогою трьох російських космічних кораблів «Прогрес» та космічного корабля Northrop Grumman Cygnus. Потім НАСА дасть команду на зниження орбіти, яка зараз становить трохи більше 400 км. Зниження відбуватиметься доти, доки МКС не зіштовхнеться зі щільнішими шарами атмосфери Землі. У міру того, як МКС проходитиме крізь атмосферу, вона почне нагріватися та руйнуватися. Більша частина космічної станції згорить через тертя об атмосферу, але частина залишиться — ці залишки впадуть у безлюдному районі південної частини Тихого океану, яка називається Точкою Немо. Це найвіддаленіше місце на Землі від будь-якої місцевості проживання людини та відоме, як «цвинтар космічних кораблів», саме сюди потрапляють виведені з експлуатації космічні кораблі та ступені ракет.
Наприкінці вересня 2023 року, НАСА оголосило про новий план щодо виведення МКС з експлуатації та зведення її орбіти. Якщо раніше передбачалося використовувати на завершальному етапі російські кораблі «Прогрес», то тепер, у зв'язку з погіршенням відносин між США та РФ, НАСА має намір залучити новий корабель. Відповідно, НАСА оголосило тендер, у рамках якого американським компаніям пропонується контракт на розробку американського апарата для виведення з орбіти (U.S. Deorbit Vehicle, USDV), який використовуватимуть на завершальному етапі процесу після того, як МКС природно знизиться до необхідної висоти орбіти.
У середині 2024 року НАСА почало шукати й інші шляхи безпечного виведення у 2030 році МКС з орбіти та повернення її на Землю.
8 листопада 2024 року за допомогою увімкнення двигунів корабля SpaceX Dragon було здійснено збільшення орбіти МКС. Двигуни SpaceX Dragon працювали приблизно 12,5 хв і, ймовірно, виконали покладене на них завдання. Це був перший раз, коли вантажний корабель Dragon компанії SpaceX коригував орбіту МКС. Метою маневру було зібрати інформацію про потенційну можливість платформи Dragon у майбутньому звести станцію з орбіти для затоплення в океані.

### Екологічні наслідки знищення МКС
Дослідник Леонард Шульц технічного університету Брауншвейга стверджує, що потрапляння МКС до атмосфери Землі спричинить забруднення. Дослідження вже виявили, що згоряння супутників Space X вже спричинило викиди оксидів алюмінію у верхні шари атмосфери, що призводить до шкоди озонового шару.

## Спостереження за МКС

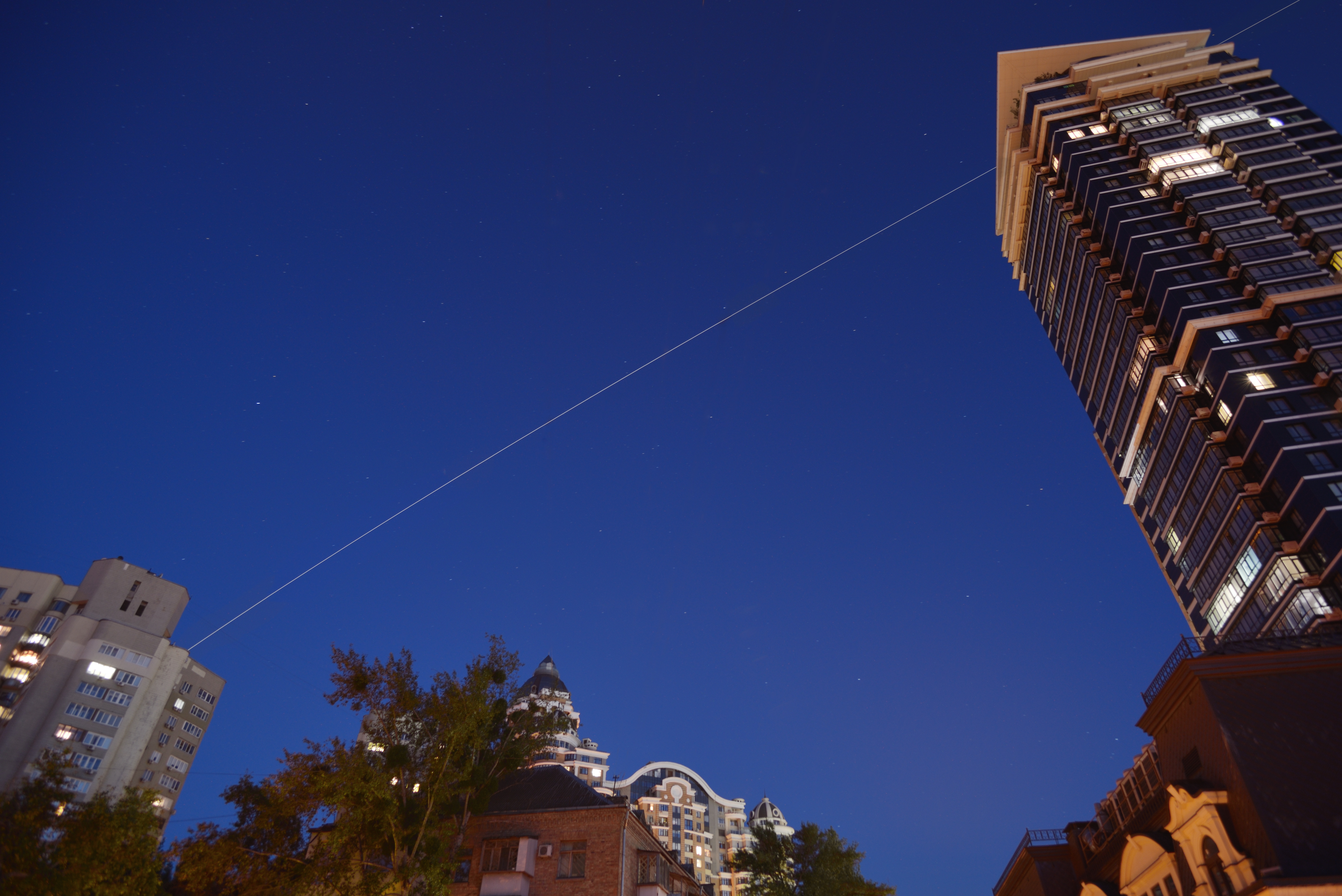
Проліт МКС над Києвом 26.07.2022 о 22:00

МКС можна спостерігати неозброєним оком з поверхні Землі. Вона буде спостерігатись як яскрава зірка, котра досить швидко летить, найчастіше з заходу на схід. Залежно від кута спостерігання (азимуту), її зоряна величина m може коливатися від −4 до 0 (наприклад, для повного Місяця {\displaystyle m=-13}, Меркурія {\displaystyle -2}). Сайт Heavens-Above при співпраці з Європейським космічним агентством надає можливість всім охочим дізнатися розклад руху МКС та інших астрономічних об'єктів по небу над вказаним населеним пунктом на найближчі дні.
2 листопада 2023 року НАСА повідомило про випуск мобільного застосунку Spot the Station для відстеження місцеперебування МКС, завдяки якому можна дізнатися, коли станція пролетить поруч. Застосунок є безкоштовним та доступним до завантаження на пристрої з операційними системами iOS та Android.
Починаючи з грудня 2024 року у відкритому доступі стали доступні ефемериди руху МКС. Зазначені дані стосовно МКС створюються (оновлюються) співробітниками НАСА в Контрольному центрі місій у Космічному центрі ім. Джонсона тричі на тиждень. Ефемериди дають змогу відстежувати, де на цей момент розташована МКС та куди вона рухатиметься далі. Вони також можуть гарантувати, що її траєкторія не перетнеться з іншими об'єктами в космосі. Дані про ефемериди надаються у двох форматах і містять інформацію про масу МКС, площу опору, коефіцієнти, а також відомості про майбутні маневри станції. Ефемериди також містять інформацію про стан МКС у певні моменти часу в системі координат епохи J2000.0. Вони дають змогу відстежувати місцеперебування та швидкість станції в інтервалах по 4 хв протягом 15 днів, а під час маневрів — навіть через кожні 2 с. Відтепер зазначена ініціатива дає кожному змогу спостерігати за рухом МКС, дізнатись про планування місій та потенційні космічні маневри станції, що підвищує прозорість та доступність космічних досліджень для всього світу.

## Рекорди
- Максимальна тривалість безперервного перебування людей на МКС становить 340 діб. Рекорд належить американцю Скоту Келлі та росіянину Михайлу Корнієнку. Вони пропрацювали на станції з 27 березня 2015 року до 2 березня 2016 року. До цього тривалі експедиції на орбіту здійснювалися тільки на орбітальній станції «Мир» майже 20 років тому[98].
- Найбільша кількість вантажних кораблів, що одночасно було пристиковано до МКС становить шість. Це: Союз ТМА-19М, Союз ТМА-20М, Прогрес МС-01, Прогрес МС-02, Cygnus CRS OA-6[en] та Dr'agon Spa'ceX CRS-8. Така комбінація сформувалася на МКС у квітні 2016 року[99].

## Цікаві факти
- Росіянин Юрій Маленченко став першою людиною, яка одружилася, перебуваючи у космосі. 10 серпня 2013 року він одружився з Єкатериною Дмитрієвою, яка перебувала у той момент у Техасі, тоді як Ю. Маленченко перебував на борту МКС на висоті понад 400 км над Новою Зеландією[100].
- Космічний турист Річард Герріот взяв на МКС «Диск безсмертя» — цифровий носій інформації, на якому записано дані про найбільш значущі досягнення людства зі структурою ДНК відомих людей.
- Досі вважалося, що в умовах невагомості організм людини чи тварини зазнає фізіологічного стресу, починається атрофія м'язів і прискорюється старіння. Саме це хотіли підтвердити вчені з Токійського інституту геронтології, для чого «відрядили» на МКС нематод Caenorhabitis elegans[101]. Нематоди перебували у космосі 11 днів, що за людськими параметрами відповідає приблизно 16 рокам. Коли «космонавти» повернулися, у нематод не виявилося жодних ознак атрофії м'язів і посиленого накопичення білка Q-35, який супроводить вікові зміни в організмі людини. Ба більше, черви, котрі весь цей час перебували на Землі, постаріли значно дужче, ніж їхні товариші-астронавти. Вчені не можуть стверджувати, чи позначилася подорож у космос на реальній тривалості життя нематод: черв'яків одразу після прибуття заморозили, щоб зафіксувати ті зміни, котрі сталися з ними на орбіті. Вочевидь, уповільнення старіння відбувалося через загальне вповільнення метаболізму. Зв'язок між швидкістю метаболізму і швидкістю старіння відомий давно. Але дивовижно те, що нематоди зреагували саме таким чином, перебуваючи у космосі, де інші організми відповідають на стрес інакше. Японські вчені зазначають: якщо вдасться зрозуміти, як саме нематоди сповільнюють активність своїх генів, то цей же механізм можна буде застосувати для подовження життя людини.
- 16 квітня 2007 року американський астронавт Суніта Вільямс вперше здолала марафонську дистанцію, перебуваючи в космосі. Вона подолала дистанцію за 4 години 23 хвилин під час Бостонського марафону, перебуваючи на борту МКС[102]. 24 квітня 2016 року британський космонавт Тімоті Пік став першим чоловіком, який пробіг марафонську дистанцію в космосі. Піку довелося пристебнутися до бігової доріжки. Він подолав дистанцію за 3 години 35 хвилин під час Лондонського марафону[103].
- Доктор Кастурі Венкатесваран у лабораторії НАСА вивчав бактерії та дослідив, що на МКС перебувають 13 штамів бактерій, які мутували генетично та функціонально у порівнянні із земними аналогами. Ці бактерії були доставлені на МКС разом із космонавтами, що перебували на МКС[104][105].
- Астронавтка Суніта Вільямс очолила командування на кораблі МКС, після того, як не змогла повернутися на Землю через технічні складнощі з кораблем Starliner[106].
- Станом на початок 2023 року, росіяни зіткнулися на МКС з серйозним викликом. Цього разу їх підвели скафандри, у яких закінчився термін придатності. З посиланням на представників космічної галузі, на службі у російських космонавтів на МКС нині[коли?] є два скафандри — «Орлан-МКС» № 4 і «Орлан-МКС» № 5. У кожної моделі заявлений термін експлуатації складає 20 виходів у відкритий космос. У першого — термін придатності вже минув, а у другого — підходить до завершення. Втім, згідно з планами «Роскосмосу», новий скафандр буде виготовлено лише у 2024 році, а у 2025 — ще два. Тобто до цього часу російським космонавтам на МКС доведеться потенційно ризикувати своїм життям, використовуючи скафандри, які пора вже вивести з експлуатації[107].

## Ресурси інтернет

### Офіційні сторінки, присвячені МКС на сайтах агенцій, що беруть участь у проєкті
Росія
- International Space Station — Роскосмос(рос.)
- International Space Station — Roskosmos Mission Control Centre [Архівовано 20 лютого 2018 у Wayback Machine.](рос.)
- International Space Station — РКК Енергія [Архівовано 22 червня 2008 у Wayback Machine.](англ.)

 США
- International Space Station — сайт НАСА [Архівовано 17 січня 2010 у Wayback Machine.](англ.)
- International Space Station — Портал історії НАСА [Архівовано 12 квітня 2008 у Wayback Machine.](англ.)

 Канада
- International Space Station — Сайт CSA [Архівовано 4 квітня 2009 у Wayback Machine.](англ.)

 Європа
- International Space Station — Сайт ESA [Архівовано 24 липня 2009 у Wayback Machine.](англ.)

 Японія
- International Space Station — Сайт JAXA [Архівовано 26 січня 2007 у Wayback Machine.](англ.)

 Бразилія
- International Space Station — Сайт AEB(англ.)

 Італія
- International Space Station — Сайт ASI(англ.)

## Інтерактивні/мультимедіа
- NASA's International Space Station Interactive Reference Guide — Flash Multimedia(англ.)
- NASA's ISS Image gallery Search page [Архівовано 26 травня 2008 у Wayback Machine.](англ.)
- МКС [Архівовано 23 квітня 2022 у Wayback Machine.] онлайн трансляція з орбіти в реальному часі
- Інтерактивний тур по МКС
- Космічні станції — Історія створення МКС

### Сторінки, присвячені МКС на сайтах основних підрядників
- International Space Station — Energia site [Архівовано 22 червня 2008 у Wayback Machine.](англ.)
- International Space Station — Boeing site [Архівовано 29 травня 2008 у Wayback Machine.](англ.)

### Різні посилання
- МКС в любительские телескопы [Архівовано 26 березня 2011 у Wayback Machine.]
- Международная космическая станция [Архівовано 30 серпня 2009 у Wayback Machine.] у Лентапедії
- Listen to the ISS — transmission frequencies(англ.)
- CNN page with 3D model [Архівовано 28 січня 2001 у Wayback Machine.](англ.)
- Associated Press International Space Station Timeline — Interactive [Архівовано 5 березня 2008 у Wayback Machine.](англ.)
- Current ISS Vital Statistics [Архівовано 17 червня 2005 у Wayback Machine.](англ.)
- Heavens-Above.com — Real-time ISS and satellite/shuttle sighting opportunities. [Архівовано 18 вересня 2020 у Wayback Machine.](англ.)
- ISS Fan Club присвячений радіозв'язку з МКС
- Build-up of the ISS (simulation) at tietronix.com(англ.)
- International Space Station Висвітлює всі події навколо МКС, має всі доповіді про статус з січня 2003
- Live real time tracking [Архівовано 4 березня 2010 у Wayback Machine.](англ.)
- ISS flybys by SpaceWeather також вказано часи для різних країн(англ.)